# Saison 2023-2024 de l'US Concarneau
Maillots
Chronologie
Saison précédente Saison suivante
La saison 2023-2024 de l'US Concarneau voit le club participer à la Ligue 2 pour la 1re fois à la suite de sa promotion de National à l'issue de la saison 2022-2023. Le club participe également à la Coupe de France où il débute au 7e tour comme tous les clubs de Ligue 2.
Stéphane Le Mignan est maintenu au poste d'entraîneur, tout comme Jacques Piriou garde la  présidence. Le club évolue dans cinq stades différents, (Guingamp, Lorient, Brest et Caen, Rennes) en raison de la non-conformité du Stade Guy-Piriou de Concarneau.

## Effectif

### Prolongations de contrats

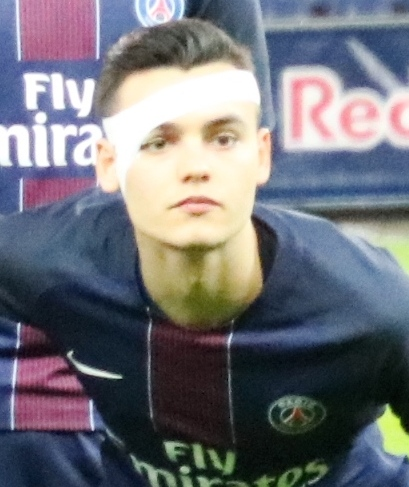
Alec Georgen prolonge à l'US Concarneau

À la suite de la montée en Ligue 2, Tom Lebeau, Alec Georgen et Romain Sans, en fin de prêt avec le club mais en fin de contrat avec respectivement les Chamois niortais, l'AJ Auxerre et la Berrichonne de Châteauroux, prolongent en rejoignant le club libre,,. Clément Rodrigues, arrivé au mercato hivernal, prolonge d'une saison. Les deux joueurs « historiques » du club, Guillaume Jannez et Thibualt Sinquin, prolongent d'une saison à l'USC,. Pierre Jouan prolonge d'une saison chez les Thoniers.
Gaoussou Traoré, bien qu'ayant signé pour une saison supplémentaire en cas de montée des Thoniers en Ligue 2, ne jouera pas à Concarneau en raison d'un conflit concernant cette prolongation que Traoré n'estime pas automatique, contrairement au club.

### Mercato d'été

#### Départs

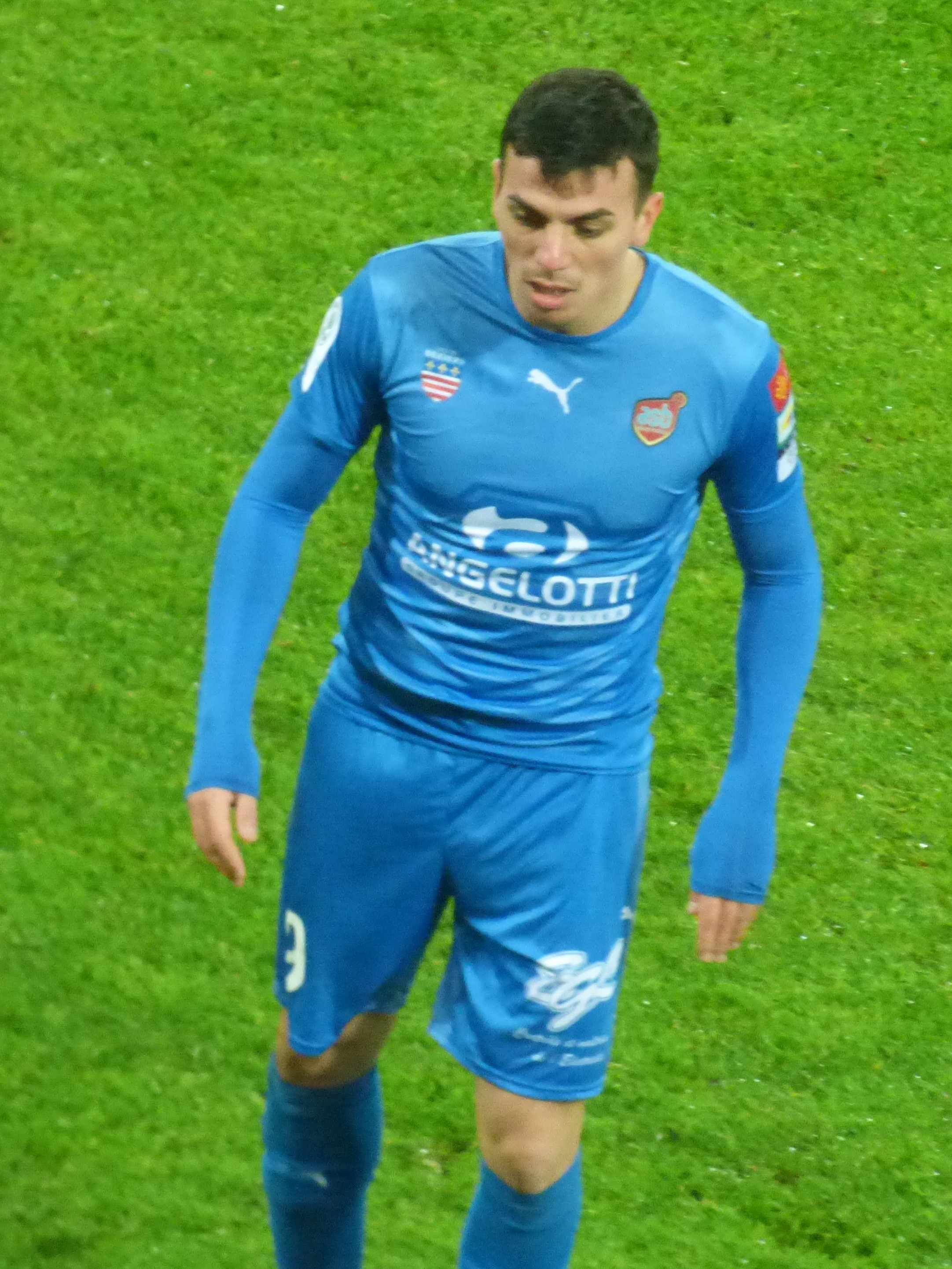
Antoine Rabillard quitte le club à l'été 2023.

À la suite de la promotion du club en Ligue 2 BKT, Amine Boutrah annonce son départ du club afin de pouvoir jouer en Ligue 1. Boutrah rejoindra le club de Vitesse Arnhem jouant en Eredivisie aux Pays-Bas. Plusieurs joueurs dont Axel Camblan sont en fin de prêt et retournent dans leurs clubs d'origine.
De plus, Théo Cozzi-Buet, Kylian Le Her et Antoine Rabillard ont aussi confirmé leur départ du club finistérien,. Kylian Le Her s'engage au FC Borgo, club de National 2. Antoine Rabillard signe au Mans, en National, bien que le club voulait le prolonger mais aucun accord contractuel n'a été trouvé entre le club et le joueur. 
Enfin, Georges Gope-Fenepej, Adrien Julloux et Faïssal Mannaï quittent aussi l'US Concarneau alors qu'ils étaient en fin de contrat,,. Julloux rejoint le GOAL FC, club promu de National, Mannaï rejoint l'US Monastir, club de première division tunisienne et Gope-Fenepej rejoint Saint-Pryvé Saint-Hilaire, club de National 2,. Léopold Maitre quitte le club pour s'engager en National 2, au Blois Football 41.
Le 22 octobre 2023, Gaoussou Traoré, en conflit contractuel avec l'US Concarneau joue son premier match avec le FK Radnički Niš, club jouant en première division serbe.

#### Arrivées

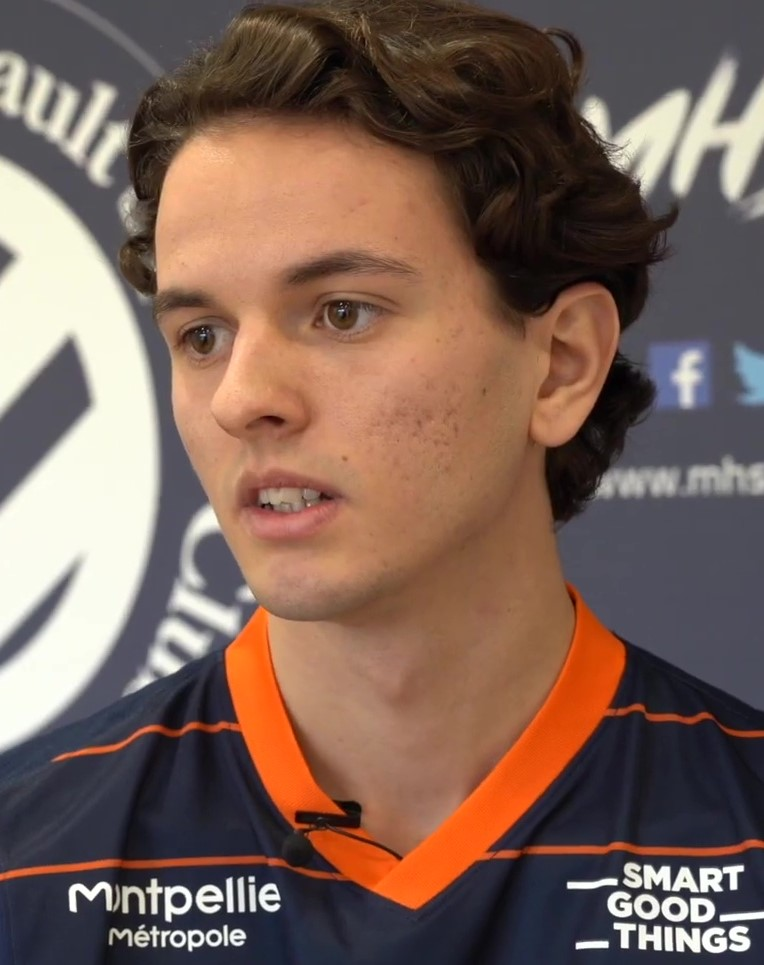
Gabriel Barès arrive au club.

Au niveau des arrivées, la première est celle d'Isaac Matondo, auteur de 16 buts avec Les Herbiers VF en National 2 la saison précédente, qui rejoint le club libre pour une durée de 2 ans. Rudy Boulais, présent lors de la reprise du club, rejoint le club pour une saison, en provenance de l'US Quevilly-Rouen. Esteban Salles rejoint le club en tant que gardien numéro 1, en provenance du Grenoble Foot 38.
Le 27 juillet, le club annonce l'arrivée d'Abdelwahed Wahib, en provenance du Havre AC et le lendemain, le club annonce l'arrivée de Baptiste Mouazan, en provenance de l'AS Nancy-Lorraine, les deux joueurs arrivent libres pour une durée d'une saison,.
De plus, Julien Faussurier rejoint les Thoniers pour une saison, en provenance du FC Sochaux-Montbéliard ainsi qu'Alexandre Phliponeau, en provenance du FC Annecy après un essai concluant,. Nassim Chadli arrive au club sous la forme d'un prêt en provenance du Havre AC, pour une saison.
 Entre la 1re et la 2e journée, Bryan Pelé rejoint le club pour une saison, après un essai concluant. Le 21 août, Noha Ndombasi rejoint les Thoniers pour une saison, puis deux jours plus tard, Yanis Merdji rejoint l'USC pour une saison tout comme Gabriel Barès qui rejoint le club le lendemain, sous la forme d'un prêt du Montpellier HSC,,. En fin de mercato, Pape Ibnou Ba rejoint le club pour une saison, prêté par le Havre AC comme Nassim Chadli. Le dernier jour du mercato, Julien Célestine rejoint le club en provenance de Hongrie.

### Mercato d'hiver
Après la 19e journée et le dernier match de la première partie de saison, Stéphane Le Mignan évoque la question du recrutement hivernal avec la volonté de recruter deux attaquants pour concrétiser davantage les occasions. L'objectif de ce mercato hivernal sera de pallier le potentiel départ de certains joueurs ainsi que le départ de Pape Ibnou Ba à la Coupe d'Afrique des Nations et les blessures de Fahd El Khoumisti et de Bryan Pelé. Le 18 janvier, le club recrute Bevic Moussiti-Oko, avant-centre et international congolais, auteur de 13 buts en 80 matchs de Ligue 2, en provenance de Boluspor, club de deuxième division turque. Il vient renforcer un secteur offensif en difficulté (moins d'un but par match en moyenne). Le 30 janvier, Kandet Diawara, jouant en Ligue 1 au Havre AC, arrive en prêt pour permettre de renforcer davantage l'attaque concarnoise. Il s'agit du troisième joueur prêté par Le Havre AC à l'US Concarneau après Nassim Chadli et Pape Ibnou Ba.
Au niveau des départs, le club voit le départ de Servan Suignard, capitaine de l'équipe réserve mais n'ayant joué aucun match avec l'équipe première, partir en National 3, chez le promu de l'AS La Châtaigneraie.
Durant ce mercato d'hiver, Pape Ibnou Ba a rompu son prêt avec l'USC ainsi que son contrat avec Le Havre AC et a signé libre à l'US Concarneau jusqu'à la fin de la saison. Cette manœuvre a eu lieu afin que Kandet Diawara puisse rejoindre le club car un club en France ne peut pas prêter plus de 2 joueurs à un autre club or Le Havre prêtait déjà Nassim Chadli et Pape Ibnou Ba à l'USC donc le prêt était impossible et c'est donc pour cela que cette manœuvre a eu lieu afin de pouvoir retiré un joueur prêté et permettre la venue de Kandet Diawara. 

### Joueurs en sélection nationale
En septembre 2023, Pape Ibnou Ba et Axel Urie sont convoqués avec respectivement la Mauritanie et Centrafrique pour participer à la dernière journée des qualifications pour la CAN. Les deux joueurs, dont leur sélection joue la qualification, rentreront en jeu. En octobre 2023, Pape Ibnou Ba est de nouveau convoqué pour disputer deux matchs amicaux, Axel Urie n'est pas convoqué, sa sélection ne jouant aucun match. Pape Ibnou Ba est titulaire pour le premier match de la Mauritanie face à Madagascar ainsi que lors du match face au Burkina Faso où il inscrit son second but en sélection. Les deux joueurs concarnois sont de nouveau convoqués au mois de novembre 2023 pour disputer les premiers matchs de qualifications de la CAF pour la Coupe du monde 2026. Pape Ibnou Ba joue deux matchs dont un titulaire, sans marquer, alors que Axel Urie ne rentrera en jeu qu'à une seule reprise, sans inscrire le moindre but. 
En janvier 2024, Pape Ibnou Ba est sélectionné pour jouer la Coupe d'Afrique des Nations avec la Mauritanie. Pour la trêve internationale de mars 2024, Pape Ibnou Ba et Axel Urie sont de nouveau sélectionné avec l'équipe nationale alors que Kandet Diawara, arrivé au mercato hivernal, est sélectionné pour la première fois avec la Guinée. Lors ce cette trêve, Kandet Diawara joue 2 matchs pour 2 buts, Pape Ibnou Ba joue 2 matchs sans parvenir à inscrire de buts alors qu'Axel Urie joue un seul match sans marquer de buts. En juin 2024, Pape Ibnou Ba est sélectionné et jouera 2 matchs de qualifications sans marquer. 
| Nom            | CAN             | CAN             | CAN             | CAN             | Éliminatoires CAN/CdM | Éliminatoires CAN/CdM | Éliminatoires CAN/CdM | Éliminatoires CAN/CdM | Matchs amicaux | Matchs amicaux | Matchs amicaux | Matchs amicaux | Total | Total       | Total  | Total        |
| Nom            | MJ              | But inscrit     | Averti          | Carton rouge    | MJ                    | But inscrit           | Averti                | Carton rouge          | MJ             | But inscrit    | Averti         | Carton rouge   | MJ    | But inscrit | Averti | Carton rouge |
| Pape Ibnou Ba  | 3               | 0               | 0               | 0               | 5                     | 0                     | 1                     | 0                     | 4              | 1              | 0              | 0              | 12    | 1           | 1      | 0            |
| Axel Urie      | Non qualifié    | Non qualifié    | Non qualifié    | Non qualifié    | 2                     | 0                     | 0                     | 0                     | 1              | 0              | 0              | 0              | 3     | 0           | 0      | 0            |
| Kandet Diawara | Non sélectionné | Non sélectionné | Non sélectionné | Non sélectionné | 0                     | 0                     | 0                     | 0                     | 2              | 2              | 0              | 0              | 2     | 2           | 0      | 0            |

## Historique

### L'avant-saison
| \| Stade de Roudourou Stade Francis-Le Blé Stade du Moustoir Concarneau \| Localisation des stades accueillant l'USC |
| Stade de Roudourou Stade Francis-Le Blé Stade du Moustoir Concarneau                                                 |

Après une saison clôturée à la quatrième place de National, l'US Concarneau joue de nouveau la montée en Ligue 2. Après un excellent début de saison avec une première place avant la trêve hivernale, une mauvaise série de 4 défaites en 5 matchs voit les Concarnois sortir du podium. Une très bonne fin de saison voit les Concarnois jouer la montée en Ligue 2 avec Martigues, Versailles, Dunkerque et le Red Star. Finalement, lors de la dernière journée, l'USC valide sa montée en Ligue 2 grâce à sa victoire 2-1 face à l'US Orléans tout en terminant champion de National.
Le principal objectif de l'US Concarneau est le maintien en Ligue 2. Cependant, les Thoniers ne pourront pas jouer au Stade Guy-Piriou de Concarneau car celui-ci n'est pas aux normes pour la Ligue 2. Pendant la rénovation du Stade Guy-Piriou pour le mettre aux normes pour la Ligue 2 BKT, l'USC joue au Stade du Moustoir de Lorient et au Stade Francis-Le Blé de Brest en alternance si ce n'est à deux reprises où l'USC joue à Guingamp.
Cette saison est la quatrième saison consécutive de Stéphane Le Mignan au club, en tant qu'entraîneur, et sa première saison avec l'US Concarneau en Ligue 2 BKT. Il n'y a aucun changement à la tête du club puisque Jacques Piriou reste président du club, un poste qu'il occupe depuis 2003. Le 22 juin 2023, le club passe devant la DNCG qui valide la présence de l'USC en Ligue 2 BKT, tout en encadrant la masse salariale du club tant que la LFP n'a pas validé le statut professionnel au club.

### Préparation
Les Thoniers reprennent l'entraînement et commencent leur préparation, le 29 juin au Stade de Kériolet. Lors de ce premier entraînement, 16 joueurs sont présents, principalement des joueurs prolongés à la suite de la promotion de National, mais aussi Isaac Matondo, première recrue estivale du club, et Rudy Boulais, gardien de but en essai.
Les Concarnois jouent cinq matchs amicaux de préparation durant le mois de juillet et août. Ils affrontent tout d'abord trois clubs de Ligue 1, le FC Lorient, le 15 juillet puis le Stade rennais, le 19 juillet et le Stade brestois 29, le 22 juillet. Enfin, ils affrontent l'US Avranches (National), le 28 juillet et les joueurs non convoqués pour le premier match de Ligue 2 BKT face au SC Bastia jouent face au Vannes OC, le 6 août. Les Concarnois devaient initialement affronter l'Angers SCO mais le match est annulé, les Angevins préférant jouer face à l'EA Guingamp.
Pour son premier match de préparation, les Thoniers tiennent en échec le FC Lorient (Ligue 1), dans un match spectaculaire se terminant sur le score de trois partout. Les buteurs concarnois sont Fahd El Khoumisti, qui marque un doublé, et Tom Lebeau. Pour le second match de préparation, les Thoniers affrontent le Stade rennais (Ligue 1) et font match nul, un but partout, El Khoumisti ouvrant le score sur penalty et Mathis Abline égalise pour les rennais. Pour leur troisième match, les Thoniers s'inclinent deux buts à un face au Stade brestois, club de Ligue 1, dans un match où Alexandre Phliponeau, joueur à l'essai au club, inscrit le but des Thoniers.
Pour son dernier match de préparation, l'USC fait match nul face à l'US Avranches, un but partout dont un but de Fahd El Khoumisti. Le lendemain du premier match du club en Ligue 2, une équipe concarnoise composée de joueurs de l'équipe première ayant joué la veille (dont certains ont été sur le terrain) et de joueurs de l'équipe réserve, affronte le Vannes OC, club de National 3. Dans un match « à sens unique », les Thoniers s'imposent sept buts à zéro, les buteurs étant Clément Rodrigues (auteur d'un quadruplé), Nassim Chadli, Bryan Pelé (à l'essai avant sa signature) et Noa Egret.

### Championnat

#### Journée 1 à 5: une difficile entrée dans le monde professionnel

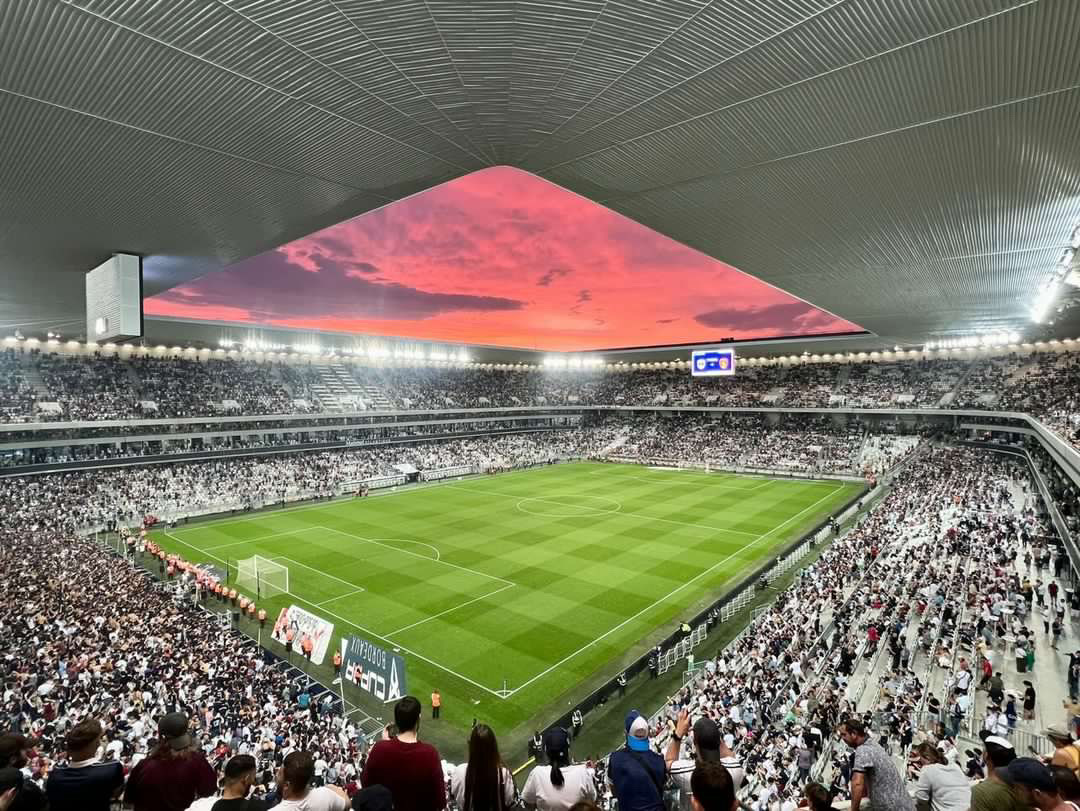
Le Matmut Atlantique, accueillant le premier match des Thoniers, à l'extérieur.

Les Thoniers joueront le premier match de leur histoire en Ligue 2 face au SC Bastia, au Stade de Roudourou de Guingamp. Pour le premier match professionnel de leur histoire, les Thoniers tiennent en échec les bastiais, sur le score de 0-0 malgré avoir obtenu un penalty où Fahd El Khoumisti échoue face à Johny Placide, ratant l'occasion de marquer le premier but de l'histoire de l'US Concarneau en Ligue 2. À la suite de ce match nul, les Thoniers se retrouvent classés douzième de Ligue 2. Cependant, pendant le match, Fahd El Khoumisti se blesse à la suite d'un contact avec le gardien bastiais Johny Placide, et le diagnostic montre une rupture des ligaments croisés. L'attaquant concarnois sera absent pendant plusieurs mois.
Les Thoniers voient, pendant la semaine, l'arrivée de Bryan Pelé, milieu de terrain offensif. Après un premier match nul encourageant, les Thoniers se déplacent pour la deuxième journée de Ligue 2, au Matmut Atlantique privé de sa tribune « Sud » pour y affronter les Girondins de Bordeaux. Face à Bordeaux, les Thoniers parviennent à résister et à se créer de grosses occasions notamment Axel Urie qui frappe sur la barre transversale. Ils finissent par craquer à la 97e minute où Yoann Barbet inscrit le seul but du match, sur penalty, à la suite d'une faute d'Issouf Paro. Les Thoniers s'inclinent pour leur deuxième match en Ligue 2 et glissent à la quatorzième place. Lors de ce match, Guillaume Jannez sort sur blessure à la fin du match, touché à la cuisse droite.

Après seulement 1 point pris sur 6 possibles et aucun but marqué, les Thoniers ont pour objectif de s'imposer face au SM Caen, premier du championnat et vainqueur de ses deux premiers matchs. Dans un Stade Francis-Le Blé garni de 3 000 spectateurs, l'USC s'incline deux buts à zéro face aux Normands, dans un match pourtant équilibré entre Thoniers et Caennais. Les Thoniers n'ont pas parvenu à concrétiser leurs occasions, Maxime Etuin, Issouf Paro et Nassim Chadli échouant de peu à inscrire le premier but concarnois en Ligue 2. A l'inverse des caennais, qui marquent sur penalty (inscrit par Alexandre Mendy), à la suite d'une main d'Issouf Paro et à la fin du match, sur une tête d'Ali Abdi. À la suite de cette seconde défaite en trois matchs, les Thoniers intègrent la zone des relégables, en descendant à la 17e place en ayant toujours marquer aucun but.

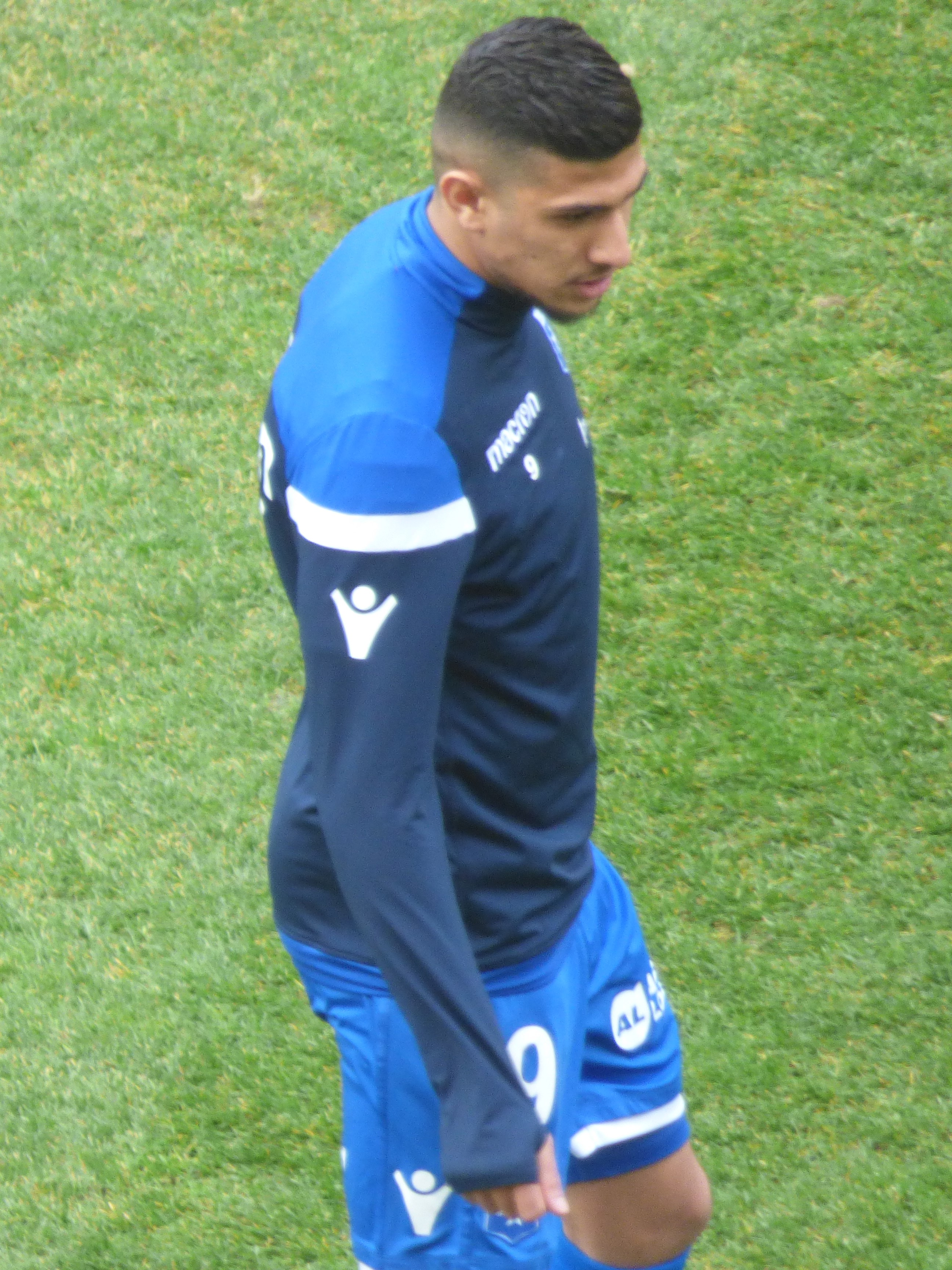
Yanis Merdji, premier buteur des Thoniers en Ligue 2.

Après ce match, l'USC se renforce offensivement avec l'arrivée de Noha Ndombasi et de Yanis Merdji mais aussi défensivement avec l'arrivée de Gabriel Barès,. Pour la quatrième journée, les Thoniers se déplacent pour affronter le Paris FC, vaincus trois fois en trois journées et n'ayant inscrit, comme les Thoniers, aucun but en championnat. De plus, le Paris FC a dû délocalisé ses quatre premiers matchs à Troyes au Stade de l'Aube, la pelouse du Stade Charléty étant en travaux. Pourtant, dans un stade presque vide (537 spectateurs), les Concarnois vont s'incliner trois buts à zéro, échouant à ouvrir le score malgré de nombreuses occasions en première mi-temps, notamment d'Ambroise Gboho et de Nassim Chadli. Les Thoniers s'enlisent dans la zone des relégables puisque les Thoniers deviennent derniers de Ligue 2 avec seulement 1 point pris sur 12.
Après 4 matchs sans avoir réussi à marquer un seul but, l'USC continue de se renforcer offensivement avec l'arrivée de Pape Ibnou Ba, prêté par le Le Havre AC tout comme Nassim Chadli. Les Thoniers se renforcent aussi défensivement avec l'arrivée de Julien Célestine, défenseur central, alors que Guillaume Jannez et Mamadou Sylla, deux défenseurs centraux, sont blessés. Pour la cinquième journée, les Thoniers jouent leur dernière rencontre au Stade de Roudourou de Guingamp, face au FC Annecy, repêché quelques jours avant le début du championnat à la suite des problèmes financiers du FC Sochaux-Montbéliard, adversaire originel de l'USC lors de cette cinquième journée. Face aux annéciens et dans un stade peu rempli (922 spectateurs), les Thoniers réalisent une mauvaise première mi-temps avec aucun tir cadré et un but encaissé sur penalty, le troisième penalty en 5 matchs. En seconde période, l'USC riposte et Yanis Merdji inscrit à la 66e minute, le premier but de l'histoire de l'US Concarneau en Ligue 2. Finalement aucune des deux équipes parviendra à inscrire un second but et les Thoniers prennent leur second point en Ligue 2 mais restent derniers du championnat.
| Journée 1                | US Concarneau | 0 - 0   | SC Bastia                                 | | |
| Samedi 5 août 2023 19:00 |               | (0 - 0) |                                           | Stade de Roudourou, Guingamp Spectateurs : 1 875 Diffuseur : Prime Video (multiplex) Arbitrage : Guillaume Paradis | Stade de Roudourou, Guingamp Spectateurs : 1 875 Diffuseur : Prime Video (multiplex) Arbitrage : Guillaume Paradis |
| Samedi 5 août 2023 19:00 |               | Rapport | 32e Ducrocq · 32e Liénard · 85e Bianchini | Stade de Roudourou, Guingamp Spectateurs : 1 875 Diffuseur : Prime Video (multiplex) Arbitrage : Guillaume Paradis | Stade de Roudourou, Guingamp Spectateurs : 1 875 Diffuseur : Prime Video (multiplex) Arbitrage : Guillaume Paradis |

| Journée 2                | Girondins de Bordeaux       | 1 - 0   | US Concarneau | | |
| Lundi 14 août 2023 20:45 | Yoann Barbet 90+8e (pen.)   | (0 - 0) |               | Matmut Atlantique, Bordeaux Spectateurs : 24 574 Diffuseur : beIN Sports 1 Arbitrage : Aurélien Petit | Matmut Atlantique, Bordeaux Spectateurs : 24 574 Diffuseur : beIN Sports 1 Arbitrage : Aurélien Petit |
| Lundi 14 août 2023 20:45 | Cassubie 58e · Marcelin 63e | Rapport | 34e Chadli    | Matmut Atlantique, Bordeaux Spectateurs : 24 574 Diffuseur : beIN Sports 1 Arbitrage : Aurélien Petit | Matmut Atlantique, Bordeaux Spectateurs : 24 574 Diffuseur : beIN Sports 1 Arbitrage : Aurélien Petit |

| Journée 3                 | US Concarneau | 0 - 2   | SM Caen                                | | |
| Samedi 19 août 2023 19:00 |               | (0 - 0) | 54e (pen.) Mendy · 90+2e Abdi (Henry ) | Stade Francis-Le Blé, Brest Spectateurs : 3 001 Diffuseur : Prime Video (multiplex) Arbitrage : Thierry Bouille | Stade Francis-Le Blé, Brest Spectateurs : 3 001 Diffuseur : Prime Video (multiplex) Arbitrage : Thierry Bouille |
| Samedi 19 août 2023 19:00 | Mouazan 59e   | Rapport | 64e Brahimi                            | Stade Francis-Le Blé, Brest Spectateurs : 3 001 Diffuseur : Prime Video (multiplex) Arbitrage : Thierry Bouille | Stade Francis-Le Blé, Brest Spectateurs : 3 001 Diffuseur : Prime Video (multiplex) Arbitrage : Thierry Bouille |

| Journée 4                 | Paris FC                                                                 | 3 - 0   | US Concarneau | | |
| Samedi 26 août 2023 19:00 | ( Alakouch) Diaby Fadiga 42e · ( Kebbal) Hamel 75e · ( Dabila) Hamel 84e | (1 - 0) |               | Stade de l'Aube, Troyes Spectateurs : 537 Diffuseur : Prime Video (multiplex) Arbitrage : Olivier Thual | Stade de l'Aube, Troyes Spectateurs : 537 Diffuseur : Prime Video (multiplex) Arbitrage : Olivier Thual |
| Samedi 26 août 2023 19:00 | Gaudin 73e                                                               | Rapport |               | Stade de l'Aube, Troyes Spectateurs : 537 Diffuseur : Prime Video (multiplex) Arbitrage : Olivier Thual | Stade de l'Aube, Troyes Spectateurs : 537 Diffuseur : Prime Video (multiplex) Arbitrage : Olivier Thual |

| Journée 5                     | US Concarneau                                               | 1 - 1   | FC Annecy                             | | |
| Samedi 2 septembre 2023 19:00 | ( Sans) Merdji 66e                                          | (0 - 1) | 28e (pen.) Caddy                      | Stade de Roudourou, Guingamp Spectateurs : 922 Diffuseur : Prime Video (multiplex) Arbitrage : Guillaume Paradis | Stade de Roudourou, Guingamp Spectateurs : 922 Diffuseur : Prime Video (multiplex) Arbitrage : Guillaume Paradis |
| Samedi 2 septembre 2023 19:00 | Chadli 18e · Paro 26e · Sans 54e · Merdji 78e · Sinquin 88e | Rapport | 44e Adeline · 78e Mahop · 90+1e Kashi | Stade de Roudourou, Guingamp Spectateurs : 922 Diffuseur : Prime Video (multiplex) Arbitrage : Guillaume Paradis | Stade de Roudourou, Guingamp Spectateurs : 922 Diffuseur : Prime Video (multiplex) Arbitrage : Guillaume Paradis |

#### Journée 6 à 10: Concarneau lance sa saison en Ligue 2

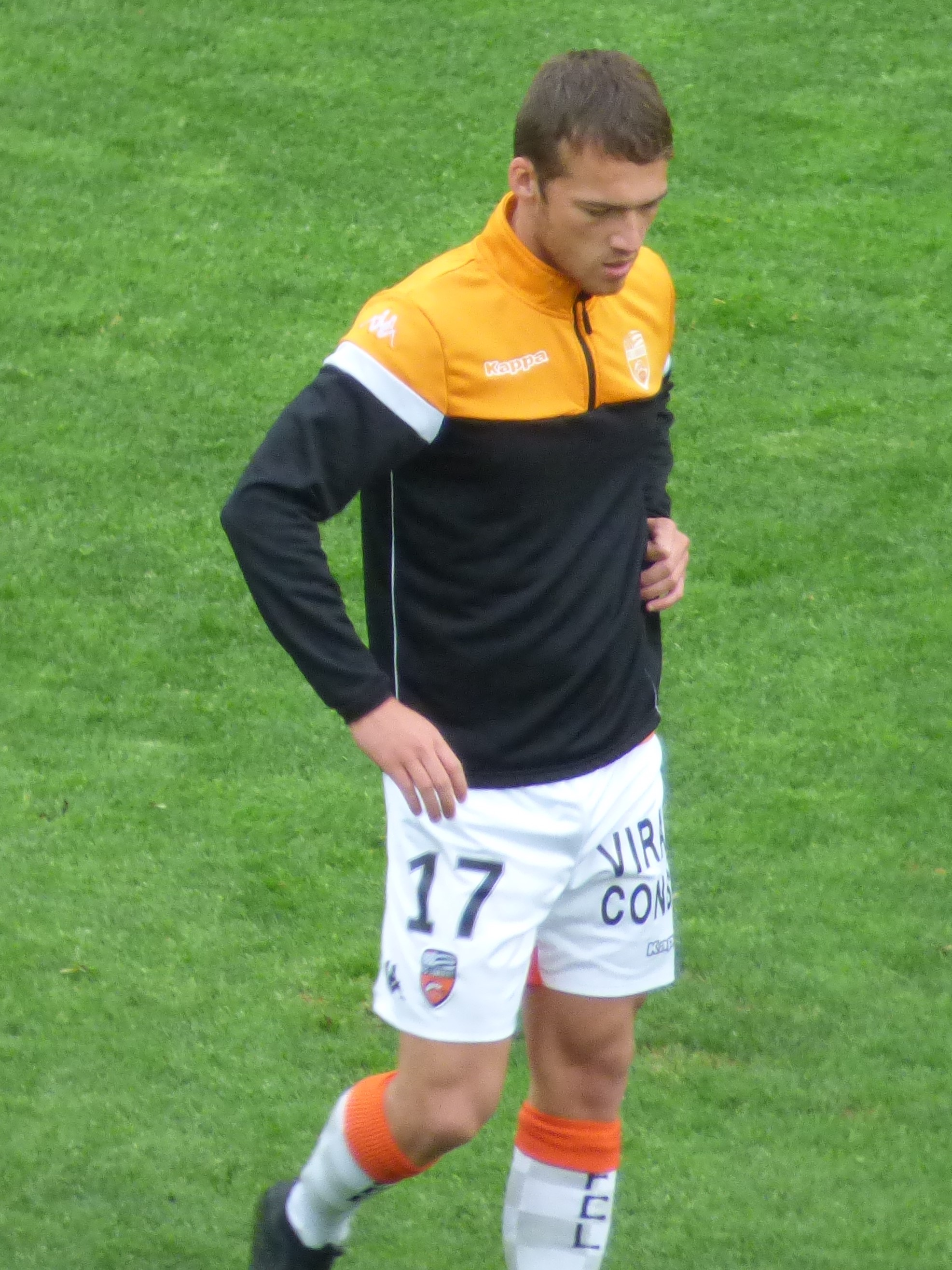
Maxime Etuin, auteur du penalty victorieux face à Valenciennes.

Après la trêve internationale, les Thoniers, n'ayant remporté aucun de ses cinq premiers matchs, se déplacent en Normandie pour affronter l'US Quevilly-Rouen dans un duel entre les deux derniers du championnat. A Rouen, les concarnois débutent le match en touchant la barre transversale dès la dixième minute de jeu. Puis, avant la demi-heure de jeu, Nassim Chadli ouvre le score pour l'USC sur une passe décisive d'Alexandre Phliponeau, avant que Pape Ibnou Ba double la mise sur une passe décisive de Yanis Merdji, ce dernier inscrit le troisième but concarnois dans le temps additionnel de la première mi-temps. Les Thoniers inscrivent trois buts en 17 minutes après avoir inscrit seulement 1 but en 450 minutes. En fin de seconde période, Quevilly revient en marquant deux buts (un but contre son camp d'Alec Georgen). Finalement, l'USC remporte son premier match de Ligue 2 et reviennent à un point du premier non relégable.
Après la première victoire des Thoniers en Ligue 2 face à Quevilly, ils affrontent l'AS Saint-Étienne, candidat à la montée en Ligue 1. Le match face à Saint-Étienne a lieu à Lorient, au Stade du Moustoir et 6 010 spectateurs assistent au match (un record cette saison). De plus, il s'agit du premier match des Thoniers qui est diffusé sur La chaîne L'Équipe. Pour ce match, Stéphane Le Mignan aligne la même équipe que face à Quevilly. Après une première mi-temps où l'USC fait jeu égal avec l'ASSE, les Thoniers ratant de peu l'ouverture sur une frappe lointaine de Pape Ibnou Ba détournée par Gautier Larsonneur, les stéphanois ouvre le score à la 72e minute par Ibrahim Sissoko. Malgré avoir poussé en fin de match, Julien Faussurier ratant de peu la balle d'égalisation, les Thoniers s'inclinent un but à zéro face à l'AS Saint-Étienne. À la suite de cette défaite, l'US Concarneau reste relégable et descend à la 19e place restant devant Quevilly et à un point du premier non relégable.
Trois jours après sa défaite face à l'AS Saint-Étienne, l'USC se déplace dans le nord de la France pour affronter Valenciennes. Ce match voit la première d'Abdelwahed Wahib avec les Thoniers après avoir été plusieurs fois sur le banc. Face aux valenciennois, situé un point devant les Thoniers, l'USC débute timidement le match avant que Pape Ibnou Ba provoque un penalty, à la 30e minute, sur une passe d'Axel Urie. Le penalty est transformé par Maxime Etuin, qui inscrit son premier but cette saison, son premier but en Ligue 2. Durant le reste de la partie, les Thoniers résistent défensivement en encaissant aucun but pour la première fois depuis la 1re journée, sans toutefois réussir à inscrire un deuxième but malgré de belles opportunités de Nassim Chadli et Noha Ndombasi. L'USC remporte son second match de la saison, le second à l'extérieur et sort de la zone des relégables pour la première fois depuis la 3e journée en remontant à la 15e place.

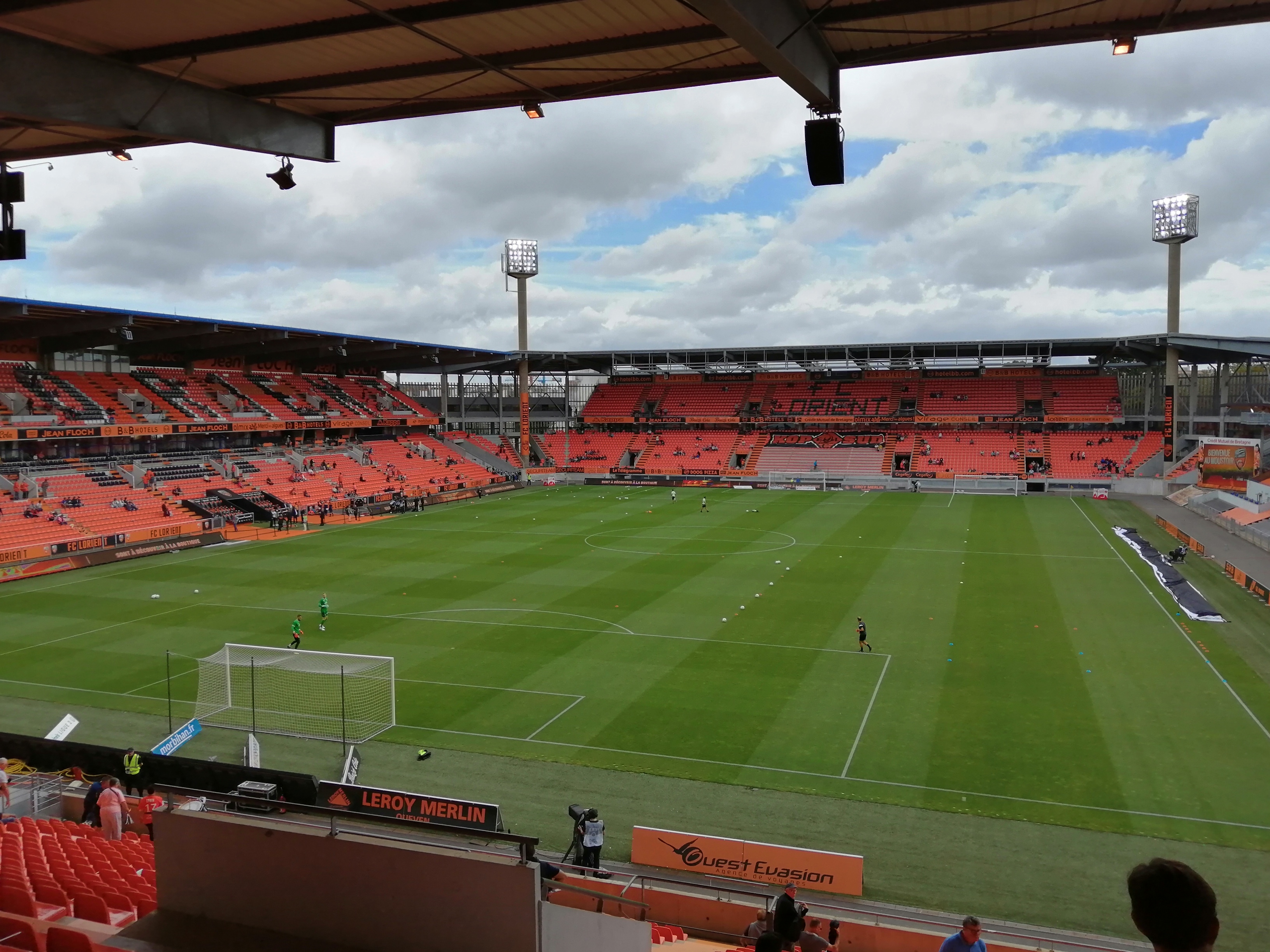
Au Stade du Moustoir, Concarneau gagne son premier match à domicile.

Après deux victoires en trois matchs, les Thoniers emmagasinent de la confiance avant d'affronter Angers. Pour son troisième match en une semaine, Stéphane Le Mignan décide d'aligner de nouveau un dispositif en 3-4-3 avec quelques changements par rapport à la rencontre face à Valenciennes. Durant la première période, le match est équilibré entre Thoniers et angevins, Pape Ibnou Ba échouant à deux reprises d'ouvrir le score pour l'USC. En seconde période, Angers domine mais Concarneau ne craque pas jusqu'à la 76e minute où Loïs Diony inscrit le premier but du match pour les angevins. Dans le temps additionnel, Angers inscrit un second but, par Farid El Melali, sur une perte de balle de la défense concarnoise. À la suite de cette cinquième défaite de la saison, les Thoniers ne grimpe pas au classement mais reste en dehors de la zone de relégation en restant à la 15e place avec 8 points.
Après cette cinquième défaite de la saison à Angers, les Thoniers se doivent de réagir face à l'USL Dunkerque, l'autre club promu de National et 18e du championnat en proie à un changement d'entraîneur. Au Stade du Moustoir, accueillant pour la seconde fois de suite l'USC, Nassim Chadli ouvre le score dès la 8e minute. Cependant, les dunkerquois réagissent en inscrivant 2 buts et en menant au score à la mi-temps. En seconde mi-temps, les hommes de Stéphane Le Mignan réagissent en égalisant sur une tête de Pape Ibnou Ba mais Dunkerque reprend l'avantage, deux minutes plus tard. Menés au score (3 buts à 2), les Thoniers égalisent de nouveau, par Nassim Chadli, sur une frappe en dehors de la surface, avant que Pape Ibnou Ba donnent la victoire aux Thoniers à la 94e minute. Grâce à cette victoire, les Thoniers s'éloignent des relégables en termes de points mais reste à la 15e place, à égalité de points avec Bastia, Annecy et Bordeaux.
| Journée 6                      | US Quevilly-Rouen                           | 2 - 3   | US Concarneau                                              | | |
| Samedi 16 septembre 2023 19:00 | ( Camara) Soumano 83e · Georgen 90+3e (csc) | (0 - 3) | 28e Chadli (Phliponeau ) · 35e Ba (Merdji ) · 45+2e Merdji | Stade Robert-Diochon, Le Petit-Quevilly Spectateurs : 2 635 Diffuseur : Prime Video (multiplex) Arbitrage : Mickaël Leleu | Stade Robert-Diochon, Le Petit-Quevilly Spectateurs : 2 635 Diffuseur : Prime Video (multiplex) Arbitrage : Mickaël Leleu |
| Samedi 16 septembre 2023 19:00 | Loric 46e                                   | Rapport | 59e Sinquin                                                | Stade Robert-Diochon, Le Petit-Quevilly Spectateurs : 2 635 Diffuseur : Prime Video (multiplex) Arbitrage : Mickaël Leleu | Stade Robert-Diochon, Le Petit-Quevilly Spectateurs : 2 635 Diffuseur : Prime Video (multiplex) Arbitrage : Mickaël Leleu |

| Journée 7                      | US Concarneau | 0 - 1   | AS Saint-Étienne      | | |
| Samedi 23 septembre 2023 19:00 |               | (0 - 0) | 72e Sissoko (Cafaro ) | Stade du Moustoir, Lorient Spectateurs : 6 010 Diffuseur : La chaîne L'Équipe et Prime Video (multiplex) Arbitrage : Antoine Valnet | Stade du Moustoir, Lorient Spectateurs : 6 010 Diffuseur : La chaîne L'Équipe et Prime Video (multiplex) Arbitrage : Antoine Valnet |
| Samedi 23 septembre 2023 19:00 | Etuin 69e     | Rapport | 31e Batubinsika       | Stade du Moustoir, Lorient Spectateurs : 6 010 Diffuseur : La chaîne L'Équipe et Prime Video (multiplex) Arbitrage : Antoine Valnet | Stade du Moustoir, Lorient Spectateurs : 6 010 Diffuseur : La chaîne L'Équipe et Prime Video (multiplex) Arbitrage : Antoine Valnet |

| Journée 8                     | Valenciennes FC                  | 0 - 1   | US Concarneau                                      | | |
| Mardi 26 septembre 2023 20:45 |                                  | (0 - 1) | 31e (pen.) Etuin                                   | Stade du Hainaut, Valenciennes Spectateurs : 5 591 Diffuseur : Prime Video (multiplex) Arbitrage : Abdelatif Kherradji | Stade du Hainaut, Valenciennes Spectateurs : 5 591 Diffuseur : Prime Video (multiplex) Arbitrage : Abdelatif Kherradji |
| Mardi 26 septembre 2023 20:45 | Jung 26e · Moore 29e · Bansé 52e | Rapport | 59e Etuin · 61e Célestine · 70e Salles · 79e Barès | Stade du Hainaut, Valenciennes Spectateurs : 5 591 Diffuseur : Prime Video (multiplex) Arbitrage : Abdelatif Kherradji | Stade du Hainaut, Valenciennes Spectateurs : 5 591 Diffuseur : Prime Video (multiplex) Arbitrage : Abdelatif Kherradji |

| Journée 9                      | Angers SCO                                     | 2 - 0   | US Concarneau        | | |
| Samedi 30 septembre 2023 19:00 | ( Lefort) Diony 76e · ( Diony) El Melali 90+5e | (0 - 0) |                      | Stade Raymond-Kopa, Angers Spectateurs : 5 487 Diffuseur : Prime Video (multiplex) Arbitrage : Benjamin Lepaysant | Stade Raymond-Kopa, Angers Spectateurs : 5 487 Diffuseur : Prime Video (multiplex) Arbitrage : Benjamin Lepaysant |
| Samedi 30 septembre 2023 19:00 | Niane 27e                                      | Rapport | 41e Mouazan · 90e Ba | Stade Raymond-Kopa, Angers Spectateurs : 5 487 Diffuseur : Prime Video (multiplex) Arbitrage : Benjamin Lepaysant | Stade Raymond-Kopa, Angers Spectateurs : 5 487 Diffuseur : Prime Video (multiplex) Arbitrage : Benjamin Lepaysant |

| Journée 10                  | US Concarneau                                                                | 4 - 3   | USL Dunkerque                                             | | |
| Samedi 7 octobre 2023 19:00 | ( Wahib) Chadli 8e · ( Faussurier) Ba 63e · Chadli 78e · ( Mouazan) Ba 90+4e | (1 - 2) | 23e Anziani · 41e (pen.) Orelien · 66e Ba-Sy (Youssouf )  | Stade du Moustoir, Lorient Spectateurs : 1 921 Diffuseur : Prime Video (multiplex) Arbitrage : Rémy Landry | Stade du Moustoir, Lorient Spectateurs : 1 921 Diffuseur : Prime Video (multiplex) Arbitrage : Rémy Landry |
| Samedi 7 octobre 2023 19:00 | Célestine 45+2e · Phliponeau 82e                                             | Rapport | 36e Thiam · 45+2e Youssouf · 68e Boissier · 90+1e Anziani | Stade du Moustoir, Lorient Spectateurs : 1 921 Diffuseur : Prime Video (multiplex) Arbitrage : Rémy Landry | Stade du Moustoir, Lorient Spectateurs : 1 921 Diffuseur : Prime Video (multiplex) Arbitrage : Rémy Landry |

#### Journée 11 à 15: les Thoniers s'acclimatent à la Ligue 2

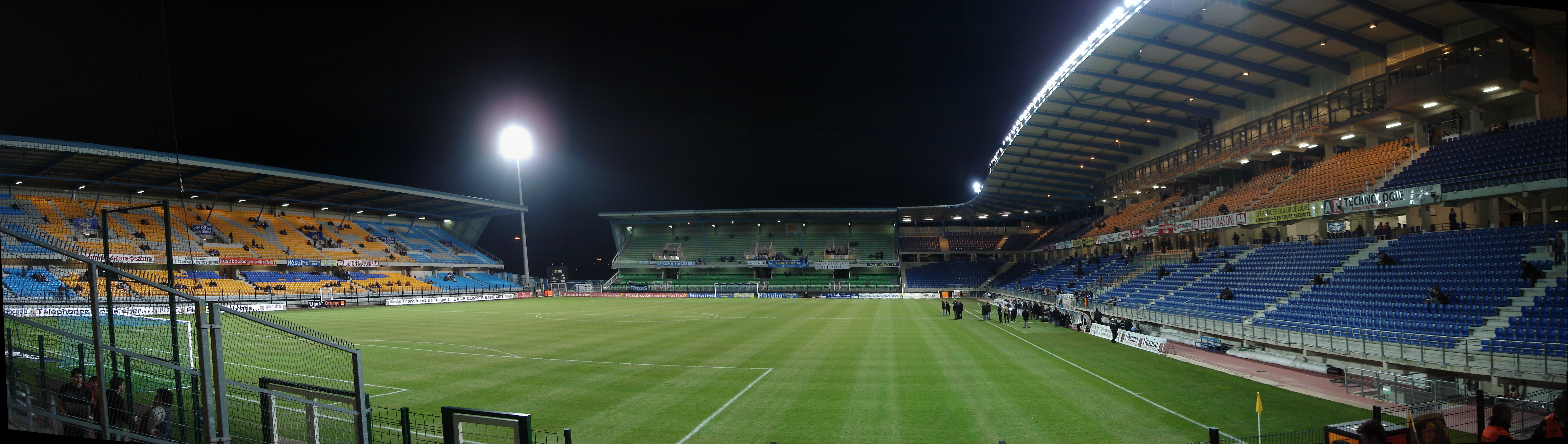
L'USC jouent pour la seconde fois au Stade de l'Aube, pour y affronter l'ESTAC et après y avoir affronté le Paris FC.

Après la trêve internationale et deux semaines sans match, les Thoniers, vainqueurs de trois de leurs cinq derniers matchs, se déplacent de nouveau à Troyes, cette fois-ci pour y affronter l'ESTAC, relégué de Ligue 1 et en proie à un difficile début de saison, restant sur aucune victoire depuis 8 matchs. Au Stade de l'Aube, le début de match voit les Troyens être réduits à 10 après un tacle par derrière de Mehdi Tahrat sur Pape Ibnou Ba. Pourtant, ce sont les locaux qui se créent les occasions les plus dangereuses, parmi celle-ci un penalty de Youssouf M'Changama stoppé par Esteban Salles à la suite d'une faute de Julien Célestine. La seconde mi-temps voit  les Thoniers fortement dominés. Ils ne parviennent pas à conclure leurs occasions, notamment Pape Ibnou Ba et Noha Ndombasi, et le but de Yanis Merdji à la 93e minute est refusé pour hors-jeu. Ce match nul 0 à 0 permet aux Concarnois d'enchaîner pour la seconde fois deux matchs sans défaite et de grimper à la 14e place avec 12 points, à la suite de la défaite des Girondins de Bordeaux, à égalité de points avec les Thoniers avant le match.
Après avoir obtenu le match nul à Troyes sans marquer malgré 20 tentatives infructueuses, les Thoniers accueillent pour l'AC Ajaccio pour la troisième fois consécutive au Stade du Moustoir de Lorient. Face au club corse, Stéphane Le Mignan aligne le même 11 que face à l'ESTAC si ce n'est Baptiste Mouazan qui remplace Axel Urie. Devant 1 937 spectateurs, les Concarnois débutent timidement une rencontre dominée par les Ajacciens qui se créent plusieurs occasions contrairement aux Thoniers qui ne parviennent pas à atteindre le but de François-Joseph Sollacaro. Logiquement, le score est vierge à la mi-temps (0-0) mais en seconde période, les Ajacciens accélèrent et parviennent à obtenir un penalty à la suite d'une faute de Julien Célestine. Il s'agit du sixième penalty concédé par l'USC en seulement 12 matchs dont 3 penalty en 3 matchs, ce dernier est transformé Yacine Bammou opposé à Esteban Salles et Concarneau, inoffensif est mené au score. Pourtant, les Thoniers se montrent plus dangereux et à la 76e minute, Pape Ibnou Ba égalise à la suite d'une passe de Noha Ndombasi avant d'inscrire un doublé reprenant de la tête un corner de Gabriel Barès. Finalement et malgré n'avoir tiré que 4 fois au but, les Thoniers s'imposent et signent leur quatrième victoire de la saison, grimpent d'une place au classement, devenant 13e avec 15 points.

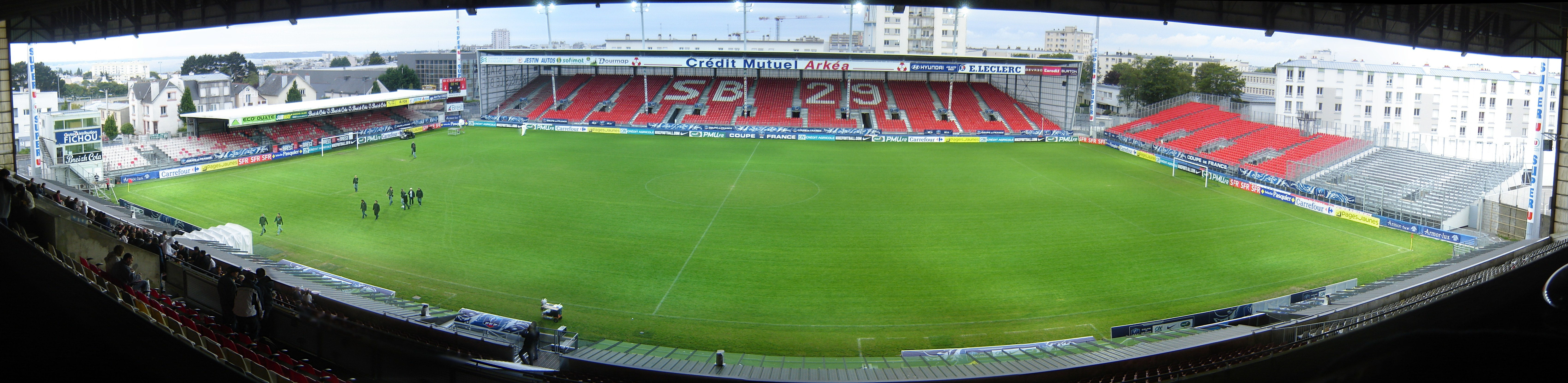
Le Stade Francis-Le Blé où l'USC devait jouer face au Pau FC avant le report du match, le stade ayant été dégradé par la tempête Ciarán.

La semaine suivante, Concarneau devait accueillir le Pau FC pour le compte de la 13e journée au Stade Francis-Le Blé de Brest. Cependant la tempête Ciarán dégrade le stade, principalement la tribune Foucauld où siègent les supporters concarnois. Cette dégradation combinée à la présence de la tempête Domingos le soir du match a pour conséquence le report du match au 28 novembre et au Stade de Roudourou de Guingamp au lieu de Stade Francis-Le Blé de Brest car les Thoniers ne peuvent pas jouer au Stade Guy-Piriou puisqu'il n'est pas aux normes de la LFP pour la Ligue 2. 	
Après deux semaines sans jouer à cause du report du match contre le Pau FC, l'USC se déplace au Stade Francis-Le Basser pour y affronter le Stade lavallois, surprenant leader du championnat, dans un match diffusé sur La chaîne L'Équipe. Le début du match est équilibré et les Thoniers ouvrent le score par Baptiste Mouazan, sur une passe décisive de Nassim Chadli, profitant de la faute de main de Mamadou Samassa. Puis juste avant la mi-temps, Rémy Labeau-Lascary, joueur lavallois, est exclu après un violente faute sur Baptiste Mouazan et le Stade lavallois se retrouve à 10 à la mi-temps en plus d'être mené par les Thoniers malgré de nombreuses occasions stoppées par Esteban Salles. En début de seconde mi-temps, Nassim Chadli échoue face à Mamadou Samassa mais le ballon rebondit sur Peter Ouaneh qui inscrit contre-son-camp le second but des Thoniers. Après avoir dominé la fin de match, l'USC marque son troisième but sur penalty, Tom Lebeau inscrivant son premier but en Ligue 2 pour ses premières minutes avec l'USC cette saison. Finalement, l'USC surprend en s'imposant 3 buts à zéro, remontant à la 11e place avec 18 points tout en ayant un match de retard.
De retour de trêve internationale, les Thoniers devaient initialement jouer à domicile, au Stade Francis-Le Blé face à Amiens mais les dégâts provoqués par la tempête Ciarán ont eu pour conséquence que le match fut inversé, Amiens accueille le match au Stade de la Licorne et Concarneau recevra au match retour. Face aux Amiénois, les Thoniers débutent idéalement la rencontre en ouvrant le score dès la 9e minute par Noha Ndombasi, qui inscrit son premier but avec les Thoniers ainsi que son premier but en professionnel, sur un centre d'Abdelwahed Wahib. Après cette ouverture du score, l'USC recule et le reste de la première mi-temps voit Amiens se créer plusieurs occasions dont celle de Gaël Kakuta qui, sur un centre-tir, permettra aux locaux d'égaliser face aux Thoniers. Alors que le score est nul à la mi-temps (1 but partout), la seconde mi-temps ne voit aucune équipe réellement dominer et aucune d'entre elles ne parviendra à prendre l'avantage, ce qui a pour conséquence que le match se termine sur un score de 1 but partout. À la suite de ce résultat, les Thoniers restent à la 11e place avec 19 points mais avec toujours un match en moins, le match face au Pau FC ayant été reporté. 
Trois jours plus tard, les Thoniers jouent leur match reporté face au Pau FC, au Stade de Roudourou. Bien que dominateurs en début de match, les Palois profitent des erreurs de la défense concarnoise, et sur un centre, Guillaume Jannez marque contre son camp, le premier but du match pour Pau. Le score n'évolue pas avant la mi-temps et d'entrée de seconde période, Mons Bassouamina inscrit le second but palois prenant de vitesse Julien Faussurier. Mené 2-0, Stéphane Le Mignan fait rentrer Yanis Merdji qui deux minutes plus tard, inscrit son troisième but de la saison, sur une passe de Pape Ibnou Ba. En fin de match, les Thoniers poussent mais échoue nt à égaliser, étant parfois même menacés sur les contre-attaques paloises et le match s'embrase puisqu'Alexandre Phliponeau, concarnois et Khalid Boutaïb, palois, sont exclus. Finalement, Concarneau s'incline deux buts à un et reste onzième avec 19 points, ratant l'occasion d'intégrer le top 10.
| Journée 11                   | ES Troyes AC                           | 0 - 0   | US Concarneau              | | |
| Samedi 22 octobre 2023 19:00 |                                        | (0 - 0) |                            | Stade de l'Aube, Troyes Spectateurs : 5 326 Diffuseur : Prime Video (multiplex) Arbitrage : Faouzi Benchabane | Stade de l'Aube, Troyes Spectateurs : 5 326 Diffuseur : Prime Video (multiplex) Arbitrage : Faouzi Benchabane |
| Samedi 22 octobre 2023 19:00 | Tahrat 15e · Olaitan 82e · Alemdar 89e | Rapport | 34e Etuin · 62e Faussurier | Stade de l'Aube, Troyes Spectateurs : 5 326 Diffuseur : Prime Video (multiplex) Arbitrage : Faouzi Benchabane | Stade de l'Aube, Troyes Spectateurs : 5 326 Diffuseur : Prime Video (multiplex) Arbitrage : Faouzi Benchabane |

| Journée 12                   | US Concarneau                        | 2 - 1   | AC Ajaccio        | | |
| Samedi 29 octobre 2023 19:00 | ( Ndombasi) Ba 76e · ( Barès) Ba 84e | (0 - 0) | 68e (pen.) Bammou | Stade du Moustoir, Lorient Spectateurs : 1 937 Diffuseur : Prime Video (multiplex) Arbitrage : Olivier Thual | Stade du Moustoir, Lorient Spectateurs : 1 937 Diffuseur : Prime Video (multiplex) Arbitrage : Olivier Thual |
| Samedi 29 octobre 2023 19:00 |                                      | Rapport | 77e Barreto       | Stade du Moustoir, Lorient Spectateurs : 1 937 Diffuseur : Prime Video (multiplex) Arbitrage : Olivier Thual | Stade du Moustoir, Lorient Spectateurs : 1 937 Diffuseur : Prime Video (multiplex) Arbitrage : Olivier Thual |

| Journée 14                    | Stade lavallois                                                         | 0 - 3   | US Concarneau                                                  | | |
| Samedi 11 novembre 2023 19:00 |                                                                         | (0 - 1) | 21e Mouazan (Chadli ) · 53e (csc) Ouaneh · 90+3e (pen.) Lebeau | Stade Francis-Le Basser, Laval Spectateurs : 8 275 Diffuseur : La chaîne L'Équipe et Prime Video (multiplex) Arbitrage : Rémi Landry | Stade Francis-Le Basser, Laval Spectateurs : 8 275 Diffuseur : La chaîne L'Équipe et Prime Video (multiplex) Arbitrage : Rémi Landry |
| Samedi 11 novembre 2023 19:00 | Labeau-Lascary 42e · Roye 43e · Sanna 45+2e · Seidou 62e · Baudry 90+4e | Rapport | 48e Barès                                                      | Stade Francis-Le Basser, Laval Spectateurs : 8 275 Diffuseur : La chaîne L'Équipe et Prime Video (multiplex) Arbitrage : Rémi Landry | Stade Francis-Le Basser, Laval Spectateurs : 8 275 Diffuseur : La chaîne L'Équipe et Prime Video (multiplex) Arbitrage : Rémi Landry |

| Journée 15                    | Amiens SC                | 1 - 1   | US Concarneau        | | |
| Samedi 25 novembre 2023 19:00 | ( Gene) Kakuta 37e       | (1 - 1) | 9e Ndombasi (Wahib ) | Stade de la Licorne, Amiens Spectateurs : 5 575 Diffuseur : Prime Video (multiplex) Arbitrage : Mickaël Leleu | Stade de la Licorne, Amiens Spectateurs : 5 575 Diffuseur : Prime Video (multiplex) Arbitrage : Mickaël Leleu |
| Samedi 25 novembre 2023 19:00 | Fofana 47e · Kaïboué 57e | Rapport |                      | Stade de la Licorne, Amiens Spectateurs : 5 575 Diffuseur : Prime Video (multiplex) Arbitrage : Mickaël Leleu | Stade de la Licorne, Amiens Spectateurs : 5 575 Diffuseur : Prime Video (multiplex) Arbitrage : Mickaël Leleu |

| Journée 13                                          | US Concarneau                              | 1 - 2   | Pau FC                                       |                                                                                                  |                                                                                                  |
| Samedi 4 novembre 2023 Mardi 28 novembre 2023 19:00 | ( Ba) Merdji 62e                           | (0 - 1) | 30e (csc) Jannez · 46e Bassouamina (Mouton ) | Stade de Roudourou, Guingamp Spectateurs : 690 Diffuseur : Prime Video Arbitrage : Mikaël Lesage | Stade de Roudourou, Guingamp Spectateurs : 690 Diffuseur : Prime Video Arbitrage : Mikaël Lesage |
| Samedi 4 novembre 2023 Mardi 28 novembre 2023 19:00 | Urie 15e · Phliponeau 54e, 87e · Wahib 57e | Rapport | 22e Kouassi · 60e d'Almeida · 88e Boutaïb    | Stade de Roudourou, Guingamp Spectateurs : 690 Diffuseur : Prime Video Arbitrage : Mikaël Lesage | Stade de Roudourou, Guingamp Spectateurs : 690 Diffuseur : Prime Video Arbitrage : Mikaël Lesage |

#### Journée 16 à 19: un difficile mois de décembre

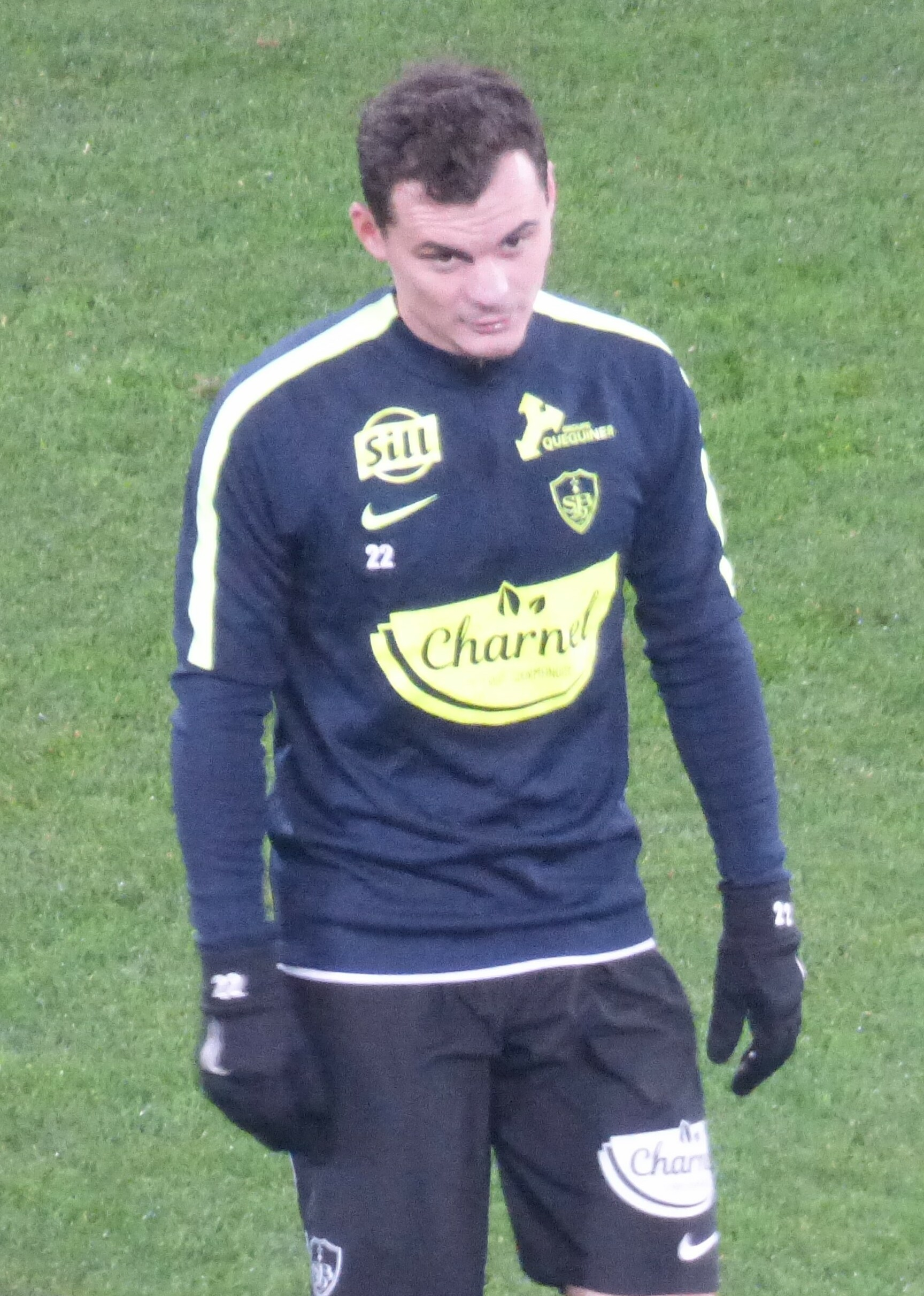
Julien Faussurier joue les 4 matchs disputés en 11 jours, dans leur intégralité.

Après avoir joué deux matchs en 7 jours, les Thoniers se déplacent dans l'Aveyron pour affronter le Rodez AF. Face aux Ruthénois, l'USC débute le match en prenant possession du ballon mais sans parvenir à être réellement dangereux, et ce sont les locaux qui apportent le danger en prenant de vitesse la défense concarnoise. À la 15e minute, Rodez ouvre le score par Bradley Danger profitant d'un cafouillage dans la surface finistérienne à la suite d'un corner.À la mi-temps, les Ruthénois mènent toujours au score, un but à zéro. Le même scénario se produit en seconde période puisqu'à la 62e minute, Andréas Hountondji inscrit le second but ruthénois, aussi sur un corner et permet à Rodez de mener deux buts à zéro et de remporter le match puisqu'aucun autre but ne sera inscrit dans la rencontre. Finalement, les Thoniers s'inclinent deux buts à zéro malgré avoir eu 70 % de possession et en ayant cadré seulement 2 tirs sur les 8 tentés. À la suite de cette seconde défaite consécutive, les Thoniers redescendent à la 14e place avec toujours 19 points et à seulement trois points du premier relégable. 
Pour son quatrième match en 11 jours, les Thoniers évoluent pour la seconde fois de la saison au Stade Francis-Le Blé de Brest et affrontent l'AJ Auxerre, actuel 3e et relégué de Ligue 1. Devant 1 570 spectateurs, les Auxerrois prennent rapidement l'avantage, Gaëtan Perrin profitant d'une erreur défensive d'Issouf Paro pour inscrire le premier but du match à la 16e minute. L'AJ Auxerre domine la première période et inscrit le second but du match, par Jubal Jr, sur corner et mène à la mi-temps, deux buts à zéro face à des Concarnois commettant plusieurs erreurs défensives en plus d'être inoffensifs pour les Auxerrois. Pourtant, en seconde mi-temps, ce sont les Concarnois qui vont se réveiller et se créer le plus d'occasions, notamment Axel Urie qui frappe sur le poteau à la 46e minute. Finalement, c'est Baptiste Mouazan, qui à la 89e minute sur une demi-volée, réduit l'écart pour les Thoniers, qui ne sont plus menés que 2 buts à 1. Bien que les Thoniers poussent en fin de match, cela ne suffira pas à égaliser et l'équipe de Stéphane Le Mignan s'incline deux buts à un et dégringole à la 16e place avec 19 points, avec un point d'avance sur le premier non relégable, les Girondins de Bordeaux. 

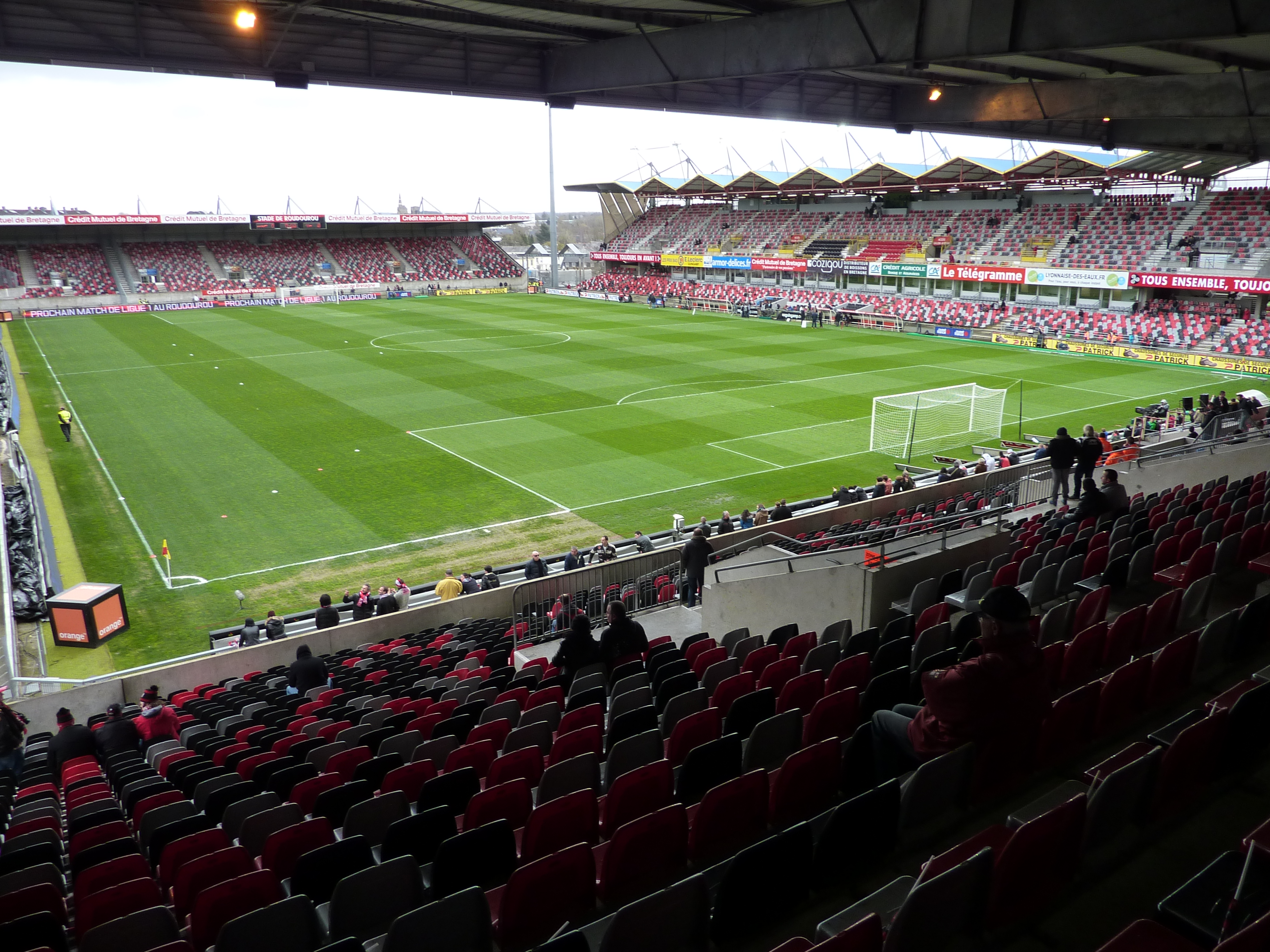
Au Roudourou, les Thoniers s'imposent dans le derby face à Guingamp.

Après une trêve de 11 jours à la suite de l'élimination des Thoniers au 7e tour de la Coupe de France, l'USC se déplace au Stade de Roudourou de Guingamp pour pas y jouer à domicile mais pour y affronter l'EA Guingamp, à l'extérieur. Pour ce derby breton, les supporters guingampais fêtent les 30 ans de leur association d'ultras « Kop Rouge » et pour l'occasion, 12 500 spectateurs se rendent à Guingamp pour assister au match. Le match débute très timidement avec quelques situations notamment Nassim Chadli pour l'USC mais ce sont les locaux qui dominent le match, les Thoniers se créant aucune autre occasion en première période. La même situation se produit durant la seconde période où Nassim Chadli sort sur blessure à la cuisse jusqu'à la 70e minute où sur un centre de Pape Ibnou Ba, Baptiste Mouazan inscrit le premier but du match et son troisième but en Ligue 2. À la suite de ce but, les Thoniers échouent de peu à inscrire le second but par Pape Ibnou Ba et les Guingampais poussent pour égaliser mais ne parviendront pas à inscrire le moindre but en fin de match. Finalement, les Thoniers s'imposent dans ce derby, un but à zéro et remontent à la 13e place avec 22 points, distançant les Bordeaux, premier relégable de 3 points.
Après avoir battu l'EA Guingamp lors du derby, les Thoniers affrontent trois jours plus tard, le Grenoble Foot 38, au Stade du Moustoir de Lorient. Le stade garni de 2 013 spectateurs voit Stéphane Le Mignan aligner un onze similaire à celui du match contre Guingamp, si ce n'est l'absence de Nassim Chadli, sorti sur blessure au Roudourou. Le match commence sur un faux rythme dans lequel l'USC se crée plusieurs occasions, notamment par Pape Ibnou Ba et Isaac Matondo sans néanmoins inscrire le moindre but. Ce sont les Grenoblois qui ouvrent le score par Pape Meïssa Ba qui profite du désordre de la défense concarnoise pour inscrire le premier but du match. À la suite de ce but, les Thoniers tentent de réagir avant la mi-temps notamment sur une reprise de volée de Baptiste Mouazan, en vain. La seconde mi-temps débute parfaitement pour les Grenoblois qui font le « break » par Lenny Joseph sur une perte de balle au milieu de terrain de Guillaume Jannez. Menés deux buts à zéro, les Thoniers tentent  de réagir en dominant tout le reste de la seconde mi-temps, se créant pléthore de situations, notamment Pape Ibnou Ba qui échoue de peu à inscrire le premier but concarnois. Ce sont les Isérois qui inscrivent le troisième but du match, par Pape Meïssa Ba qui réalise un doublé sur une contre-attaque et un centre d'Amine Sbaï. Finalement, les Thoniers ne parviennent pas à inscrire le moindre but. Ils s'inclinent trois buts à zéro et terminent très mal l'année civile 2023, redescendant à la 14e place avec 22 points, avec trois points d'avance sur le premier non relégable, le FC Annecy.
| Journée 16                   | Rodez AF                                       | 2 - 0   | US Concarneau                                    | | |
| Samedi 2 décembre 2023 19:00 | ( Arconte) Danger 14e · ( Haag) Hountondji 61e | (1 - 0) |                                                  | Stade Paul-Lignon, Rodez Spectateurs : 2 823 Diffuseur : Prime Video (multiplex) Arbitrage : Karim Abed | Stade Paul-Lignon, Rodez Spectateurs : 2 823 Diffuseur : Prime Video (multiplex) Arbitrage : Karim Abed |
| Samedi 2 décembre 2023 19:00 | Danger 53e · Haag 69e                          | Rapport | 6e Salles · 53e Chadli · 64e Lebeau · 90e Merdji | Stade Paul-Lignon, Rodez Spectateurs : 2 823 Diffuseur : Prime Video (multiplex) Arbitrage : Karim Abed | Stade Paul-Lignon, Rodez Spectateurs : 2 823 Diffuseur : Prime Video (multiplex) Arbitrage : Karim Abed |

| Journée 17                  | US Concarneau | 1 - 2   | AJ Auxerre                                      | | |
| Mardi 5 décembre 2023 20:45 | Mouazan 89e   | (0 - 2) | 16e Perrin (Sinayoko ) · 38e Jubal Jr (Perrin ) | Stade Francis-Le Blé, Brest Spectateurs : 1 570 Diffuseur : Prime Video (multiplex) Arbitrage : Azzédine Souifi | Stade Francis-Le Blé, Brest Spectateurs : 1 570 Diffuseur : Prime Video (multiplex) Arbitrage : Azzédine Souifi |
| Mardi 5 décembre 2023 20:45 | Lebeau 87e    | Rapport | 55e Sinayoko · 73e Akpa                         | Stade Francis-Le Blé, Brest Spectateurs : 1 570 Diffuseur : Prime Video (multiplex) Arbitrage : Azzédine Souifi | Stade Francis-Le Blé, Brest Spectateurs : 1 570 Diffuseur : Prime Video (multiplex) Arbitrage : Azzédine Souifi |

| Journée 18                    | EA Guingamp                         | 0 - 1   | US Concarneau             | | |
| Samedi 16 décembre 2023 19:00 |                                     | (0 - 0) | 70e Mouazan (Ba )         | Stade de Roudourou, Guingamp Spectateurs : 12 746 Diffuseur : Prime Video (multiplex) Arbitrage : Guillaume Paradis | Stade de Roudourou, Guingamp Spectateurs : 12 746 Diffuseur : Prime Video (multiplex) Arbitrage : Guillaume Paradis |
| Samedi 16 décembre 2023 19:00 | Roux 39e · Sidibé 52e · Merghem 79e | Rapport | 90+2e Salles · 90+5e Urie | Stade de Roudourou, Guingamp Spectateurs : 12 746 Diffuseur : Prime Video (multiplex) Arbitrage : Guillaume Paradis | Stade de Roudourou, Guingamp Spectateurs : 12 746 Diffuseur : Prime Video (multiplex) Arbitrage : Guillaume Paradis |

| Journée 19                   | US Concarneau | 0 - 3   | Grenoble Foot 38                                     | | |
| Mardi 19 décembre 2023 20:45 |               | (0 - 1) | 37e Ba (Joseph ) · 46e Joseph (Ba ) · 85e Ba (Sbaï ) | Stade du Moustoir, Lorient Spectateurs : 2 013 Diffuseur : Prime Video (multiplex) Arbitrage : Ahmed Taleb | Stade du Moustoir, Lorient Spectateurs : 2 013 Diffuseur : Prime Video (multiplex) Arbitrage : Ahmed Taleb |
| Mardi 19 décembre 2023 20:45 | Rapport       |         |                                                      | Stade du Moustoir, Lorient Spectateurs : 2 013 Diffuseur : Prime Video (multiplex) Arbitrage : Ahmed Taleb | Stade du Moustoir, Lorient Spectateurs : 2 013 Diffuseur : Prime Video (multiplex) Arbitrage : Ahmed Taleb |

#### Journée 20 à 24: le renouveau concarnois de 2024

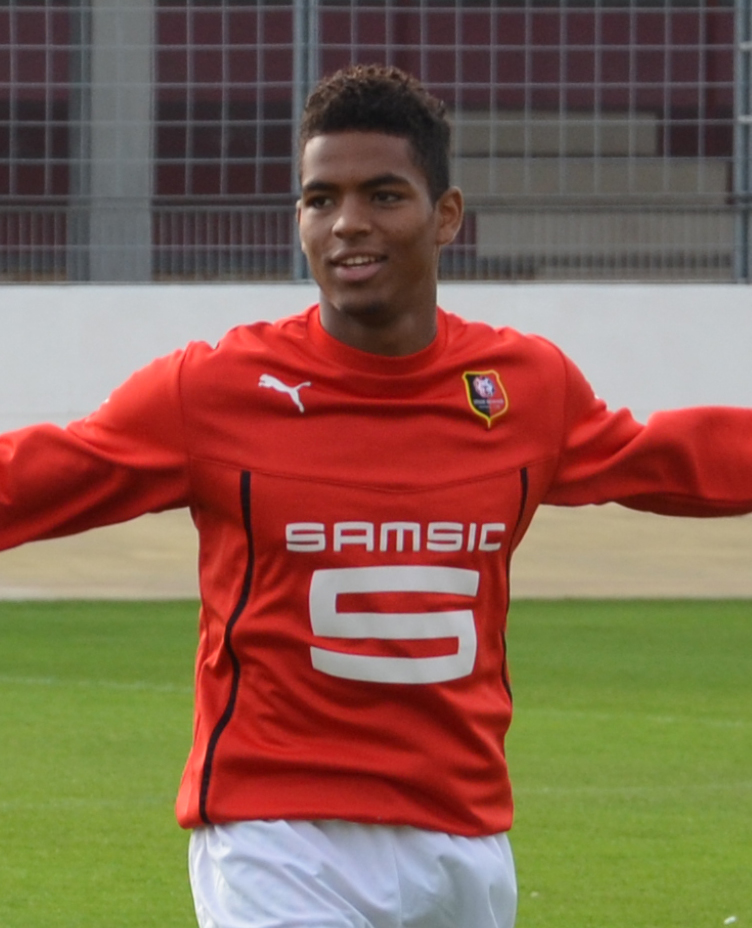
Ambroise Gboho titulaire, face au SM Caen, pour la première depuis le mois d'août.

La deuxième partie des Thoniers débutent par un déplacement à Caen avec une équipe remaniée à la suite du départ à la Coupe d'Afrique des nations de Pape Ibnou Ba et aux blessures de Nassim Chadli et d'Abdelwahed Wahib. Le match débute extrêmement timidement puisque le premier tir du match n'a lieu qu'au bout de 35 minutes et logiquement le score est nul à la mi-temps avec aucun but inscrit des deux côtés. La seconde période voit progressivement le SM Caen prendre l'ascendant sur des Thoniers inoffensifs mais solides en défense. La défense concarnoise tient jusqu'à la 72e minute où Alexandre Mendy, meilleur buteur du championnat, profite d'une récupération très haute de Mickaël Le Bihan pour inscrire le premier but du match en faveur des Caennais. Menés, les Thoniers essaient de revenir au score en fin de match par Clément Rodrigues et Guillaume Jannez sans parvenir à inscrire le moindre but. Finalement, l'USC s'incline un but à zéro, dégringole à la 16e place avec 22 points, à égalité de points avec les Girondins de Bordeaux.
Après cette première défaite de la seconde partie de saison face au SM Caen, le club enregistre l'arrivée de Bevic Moussiti-Oko, avant-centre, qui va combler le manque offensif des Thoniers. Néanmoins, il souffre d'une lésion musculaire et est donc indisponible pour plusieurs matchs. À la suite de cet événement, Stéphane Le Mignan décide d'aligner face à Troyes, un duo inédit en attaque, Axel Urie et Clément Rodrigues. Le match débute timidement notamment à cause des conditions climatiques défavorables et durant la première mi-temps, seul la frappe de Simon Elisor, côté troyen est à signaler comme véritable occasion. C'est en seconde mi-temps que le jeu va se décanter. À la 60e minute, une perte de balle troyenne et une passe en profondeur d'Isaac Matondo, permettent à Axel Urie d'inscrire son premier but en professionnel et le premier but du match en faveur de l'USC. La fin de match voit les deux équipes se créer des occasions mais aucune d'entre-elles ne parvient à inscrire le second but du match. Finalement, le match se termine par une victoire des Thoniers, un but à zéro, ce qui permet aux Concarnois de remonter à la 14e place avec 25 points et de rester à égalité avec les Girondins de Bordeaux.

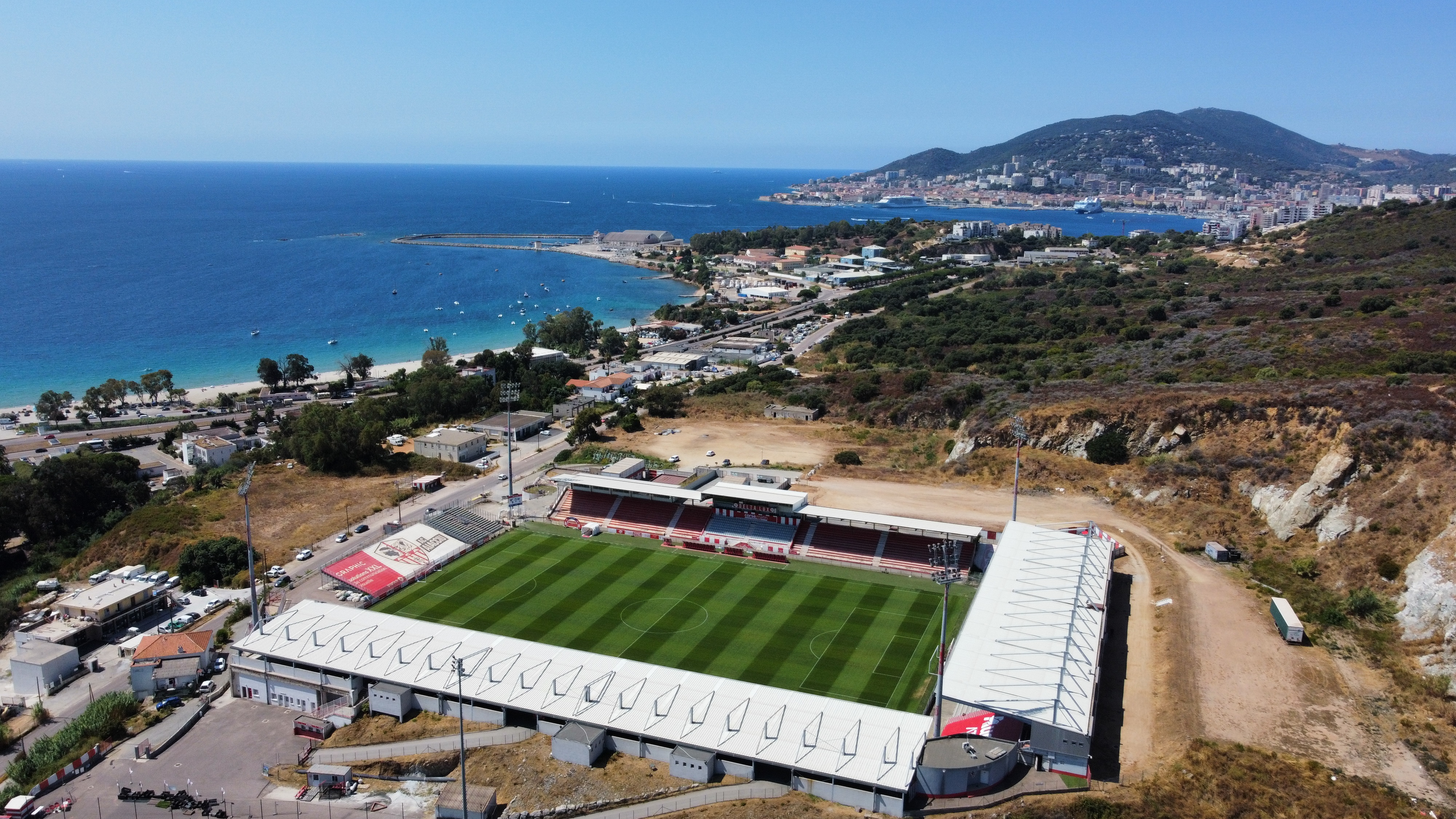
Premier déplacement en Corse pour les Thoniers, qui y affrontent l'AC Ajaccio.

Cette victoire face à Troyes vient mettre fin à une spirale négative du côté des Thoniers. Néanmoins, le déplacement à Ajaccio se ferra sans Pape Ibnou Ba, meilleur buteur de l'USC puisque son équipe, la Mauritanie, s'est qualifiée pour le huitièmes de finale de la Coupe d'Afrique des Nations alors qu'aucun joueur blessé face à Troyes ne pourra participer à la rencontre. En Corse, le match débute très timidement et aucune équipe ne créé réellement de danger, la meilleure occasion étant la frappe contrée de Clément Rodrigues. A la 42e minute, sur une erreur de marquage d'Alec Georgen, Christopher Ibayi se retrouve seul face à Esteban Salles et inscrit le premier but du match, en faveur des joueurs d'Olivier Pantaloni. En seconde mi-temps, les Thoniers, menés un but à zéro se doivent de réagir mais malgré une possession de balle importante et les rentrées de trois attaquants (Merdji, Ndombasi et Gboho), les finistériens peinent à se créer de réelles occasions. Sur la dernière occasion du match, le coup franc de Gabriel Barès est dévié par la tête d'Alexandre Phliponeau sur le poteau ajaccien et malgré avoir poussé les ajacciens dans leurs derniers retranchements, les Thoniers ne sont pas parvenus à inscrire le moindre but. Finalement, les Thoniers s'inclinent un but à zéro, pour la 11e défaite de la saison mais reste 14e avec 25 points.
Repartis avec aucun point de Corse, les Thoniers ont payé leur inoffensivité accentué par l'absence de Pape Ibnou Ba, meilleur buteur de l'équipe. Heureusement pour les Thoniers, ils vont pouvoir compté sur leur buteur, de retour de la Coupe d'Afrique des Nations et du recrutement de Kandet Diawara, prêté par Le Havre AC, pour affronter Valenciennes, dernier du championnat. Au Stade du Moustoir de Lorient, Stéphane Le Mignan aligne une équipe titulaire comprenant Pape Ibnou Ba et Kandet Diawara sinon peu de changement. Le match débute timidement et ce sont les nordistes qui vont parvenir à se créer la première occasion du match avec le tir raté de Flamarion. Puis ce sont les locaux qui vont prendre l'ascendant avec des occasions d'Axel Urie, de Kandet Diawara et de Julien Faussurier sans parvenir à inscrire le moindre but. A la mi-temps, le score est nul et vierge et dès le retour des vestiaires, ce sont les Thoniers qui vont dominé la rencontre jusqu'à que sur une longue balle de Julien Faussurier, Pape Ibnou Ba inscrit le premier but du match et son sixième but de la saison. Menés, les valenciennois tentent de réagir face à une équipe concarnoise repliée mais en vain, ce sera même l'USC qui se créera la meilleure occasion de la fin de match, Lassana Diabaté empêchant Clément Rodrigues d'inscrire le second but du match. Finalement, les Thoniers s'imposent un but à zéro mais reste quatorzième avec 28 points, à égalité de points avec les Girondins de Bordeaux.  

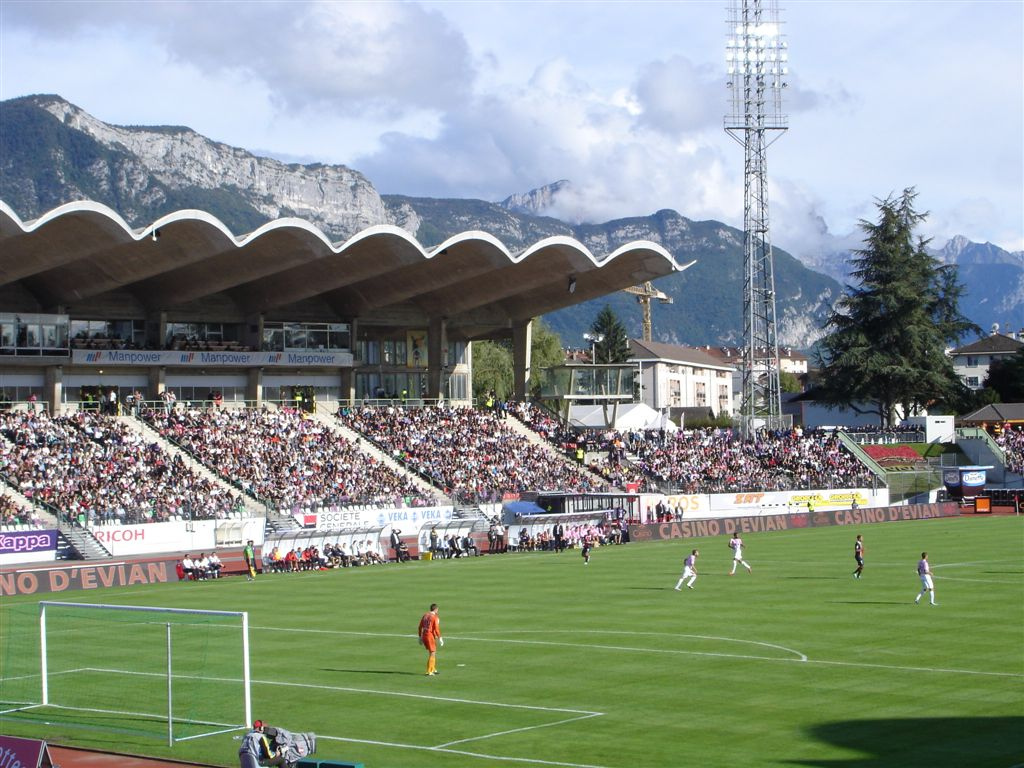
Au Parc des sports d'Annecy, l'USC signe sa plus large victoire de la saison, à égalité avec le match contre Laval.

Après cette victoire rassurante face à Valenciennes, les Thoniers retrouvent un autre candidat au maintien, le FC Annecy. Les Thoniers peuvent compter sur le retour de Nassim Chadli, blessé depuis le mois de décembre mais devront jouer sans Alexandre Phliponeau à cause d'un accord entre les clubs lors sa signature à l'USC. Dans un Parc des Sports d'Annecy, peu rempli ou sous une pluie battante dégradant fortement la pelouse, les annéciens débutent le match en se créant deux occasions par Camara et Djoco mais se sont les concarnois qui vont dominer la première mi-temps, se créant le plus d'occasion sans toutefois parvenir à ouvrir le score. En seconde période, la situation inverse se produit et les annéciens manquent de peu l'ouverture du score mais tout bascule à la 76e minute, lorsque Thibault Sinquin centre pour Pape Ibnou Ba qui inscrit le premier but du match en faveur des visiteurs. Le match s'emballe et sur une contre-attaque d'Axel Urie, Yacouba Barry fauche le concarnois et se fait exclure, les annéciens termineront à 10 et Concarneau obtient un penalty que Nassim Chadli ne parviendra pas à transformer. La fin du match sera entièrement concarnoise puisque Clément Rodrigues, entré en jeu, inscrit un doublé en 2 minutes sur des passes décisives de Nassim Chadli et de Pape Ibnou Ba, son premier doublé avec l'USC et ses premiers buts en professionnel. Finalement, le match se termine sur une victoire des Thoniers, trois buts à zéro qui leur permet de distancer de 7 points la zone des relégables tout en restant à la 14e place, à égalité avec les Girondins de Bordeaux. 
| Journée 20                   | SM Caen               | 1 - 0   | US Concarneau            | | |
| Samedi 13 janvier 2024 19:00 | ( Le Bihan) Mendy 72e | (0 - 0) |                          | Stade Michel-d'Ornano, Caen Spectateurs : 13 487 Diffuseur : Prime Video (multiplex) Arbitrage : Azzédine Souifi | Stade Michel-d'Ornano, Caen Spectateurs : 13 487 Diffuseur : Prime Video (multiplex) Arbitrage : Azzédine Souifi |
| Samedi 13 janvier 2024 19:00 | Kyeremeh 48e          | Rapport | 17e Georgen · 33e Jannez | Stade Michel-d'Ornano, Caen Spectateurs : 13 487 Diffuseur : Prime Video (multiplex) Arbitrage : Azzédine Souifi | Stade Michel-d'Ornano, Caen Spectateurs : 13 487 Diffuseur : Prime Video (multiplex) Arbitrage : Azzédine Souifi |

| Journée 21                  | US Concarneau       | 1 - 0   | ES Troyes AC | | |
| Mardi 23 janvier 2024 20:45 | ( Matondo) Urie 60e | (0 - 0) |              | Stade Francis-Le Blé, Brest Spectateurs : 1 184 Diffuseur : Prime Video (multiplex) Arbitrage : Jérôme Brisard | Stade Francis-Le Blé, Brest Spectateurs : 1 184 Diffuseur : Prime Video (multiplex) Arbitrage : Jérôme Brisard |
| Mardi 23 janvier 2024 20:45 | Célestine 45+1e     | Rapport | 10e Zoukrou  | Stade Francis-Le Blé, Brest Spectateurs : 1 184 Diffuseur : Prime Video (multiplex) Arbitrage : Jérôme Brisard | Stade Francis-Le Blé, Brest Spectateurs : 1 184 Diffuseur : Prime Video (multiplex) Arbitrage : Jérôme Brisard |

| Journée 22                   | AC Ajaccio         | 1 - 0   | US Concarneau | | |
| Samedi 27 janvier 2024 19:00 | ( Jacob) Ibayi 42e | (0 - 0) |               | Stade Francois-Coty, Ajaccio Spectateurs : 3 916 Diffuseur : Prime Video (multiplex) Arbitrage : Faouzi Benchabane | Stade Francois-Coty, Ajaccio Spectateurs : 3 916 Diffuseur : Prime Video (multiplex) Arbitrage : Faouzi Benchabane |
| Samedi 27 janvier 2024 19:00 | Michel 88e         | Rapport | 73e Célestine | Stade Francois-Coty, Ajaccio Spectateurs : 3 916 Diffuseur : Prime Video (multiplex) Arbitrage : Faouzi Benchabane | Stade Francois-Coty, Ajaccio Spectateurs : 3 916 Diffuseur : Prime Video (multiplex) Arbitrage : Faouzi Benchabane |

| Journée 23                  | US Concarneau        | 1 - 0   | Valenciennes FC | | |
| Samedi 3 février 2024 19:00 | ( Faussurier) Ba 63e | (0 - 0) |                 | Stade du Moustoir, Lorient Spectateurs : 1 789 Diffuseur : Prime Video (multiplex) Arbitrage : Nicolas Rainville | Stade du Moustoir, Lorient Spectateurs : 1 789 Diffuseur : Prime Video (multiplex) Arbitrage : Nicolas Rainville |
| Samedi 3 février 2024 19:00 | Rapport              |         |                 | Stade du Moustoir, Lorient Spectateurs : 1 789 Diffuseur : Prime Video (multiplex) Arbitrage : Nicolas Rainville | Stade du Moustoir, Lorient Spectateurs : 1 789 Diffuseur : Prime Video (multiplex) Arbitrage : Nicolas Rainville |

| Journée 24                   | FC Annecy                                                   | 0 - 3   | US Concarneau                                                     | | |
| Samedi 10 février 2024 19:00 |                                                             | (0 - 0) | 76e Ba (Sinquin ) · 86e Rodrigues (Chadli ) · 87e Rodrigues (Ba ) | Parc des sports, Annecy Spectateurs : 4 008 Diffuseur : Prime Video (multiplex) Arbitrage : Ahmed Taleb | Parc des sports, Annecy Spectateurs : 4 008 Diffuseur : Prime Video (multiplex) Arbitrage : Ahmed Taleb |
| Samedi 10 février 2024 19:00 | Jean 18e · Demoncy 26e · Camara 38e · Mahop 50e · Barry 81e | Rapport |                                                                   | Parc des sports, Annecy Spectateurs : 4 008 Diffuseur : Prime Video (multiplex) Arbitrage : Ahmed Taleb | Parc des sports, Annecy Spectateurs : 4 008 Diffuseur : Prime Video (multiplex) Arbitrage : Ahmed Taleb |

#### Journée 25 à 29: Les Thoniers en difficulté sans victoire

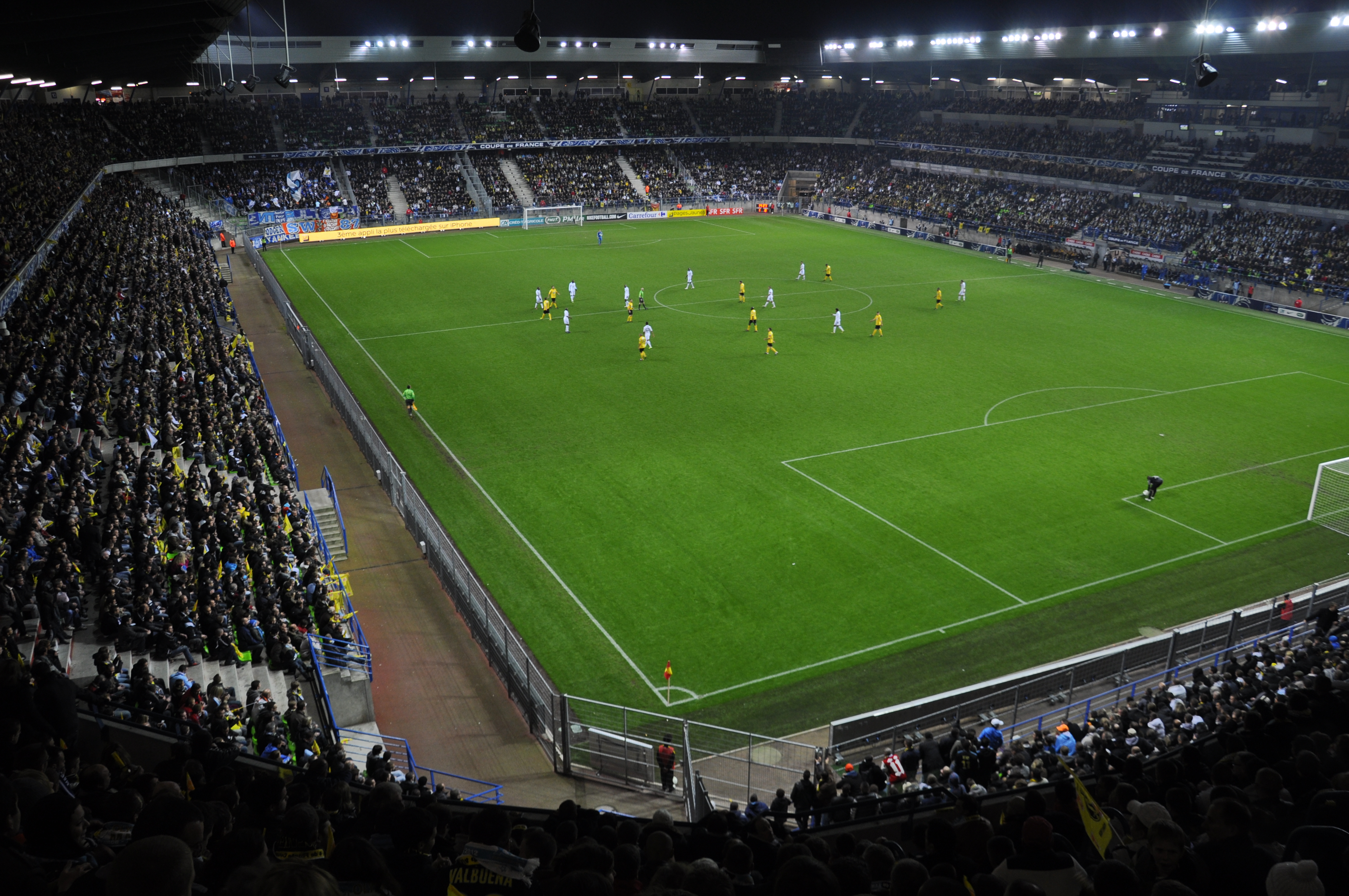
L'USC dispute son match à domicile au Stade Michel-d'Ornano, quatrième stade accueillant les Thoniers cette saison.

En ce début de mois de février, les concarnois enchaîne les victoires, 3 en 4 matchs et pourrait face au Paris FC pour la première fois enchaîner trois victoires successives en Ligue 2. Le match devait initialement se disputer au Stade du Moustoir mais l'état de la pelouse oblige les Thoniers à délocaliser leur match au Stade Michel-d'Ornano de Caen soit le quatrième stade différent pour jouer ses matchs à domicile. Le match débute timidement et les parisiens et concarnois se montrent peu dangereux jusqu'à la 24e minute où sur un centre d'Alec Georgen, Pape Ibnou Ba inscrit en deux temps le premier but du match en faveur des Thoniers ainsi que son huitième but de la saison, le troisième en trois matchs. Menés à la mi-temps, les parisiens vont réagir et sur coup-franc, Julien Lopez égalisant de la tête et relançant ainsi le match. Les concarnois vont repartir à l'attaque et vont être récompensé par un penalty obtenu par Alexandre Phliponeau et transformé par Maxime Etuin, 2 buts à 1 pour Concarneau. Les Thoniers vont échouer à faire le break malgré le tir de Kandet Diawara qui passe de peu à côté et cela va profiter au Paris FC qui va de nouveau égaliser par Alimani Gory à dix minutes de la fin du match. Finalement, les deux équipes se quittent sur un match nul, Concarneau reste à la 14e place avec 32 points, distançant de 5 points, l'USL Dunkerque, premier relégable.
Pour son deuxième match consécutif à domicile, les Thoniers affrontent une équipe lavalloise revancharde du match aller lorsque l'USC s'était imposé 3 buts à 0 au Stade Francis-Le Basser. Au Stade Francis-Le Blé, le match débute idéalement pour les lavallois qui ouvrent le score à la 2e minute par Malik Tchokounté et domineront toute la première mi-temps face à des Thoniers apathiques. En début de seconde mi-temps, les Thoniers maintiennent la possession de balle (plus de 60 %) mais ne parviennent pas à se créer de réelles occasions et sur un jeu de transition rapide, Rémy Labeau-Lascary fait le break pour le lavallois qui mènent deux buts à zéro. Dès lors, les Thoniers vont réagir et à la 64e minute, Kandet Diawara est fauché dans la surface lavalloise et donc penalty pour les Thoniers mais Maxime Etuin frappe la transversale, empêchant aux Thoniers de revenir au score. À la 82e minute, Laval inscrit un troisième but par Antonin Bobichon avant que trois minutes plus tard, sur une mauvaise passe en retrait, Clément Rodrigues récupère la balle et sert Pape Ibnou Ba qui inscrit son quatrième but en autant de matchs. Finalement, les Thoniers s'inclinent trois buts à un, reste quatorzième au classement mais voit l'USL Dunkerque, premier relégable et futur adversaire, revenir à seulement 2 points.

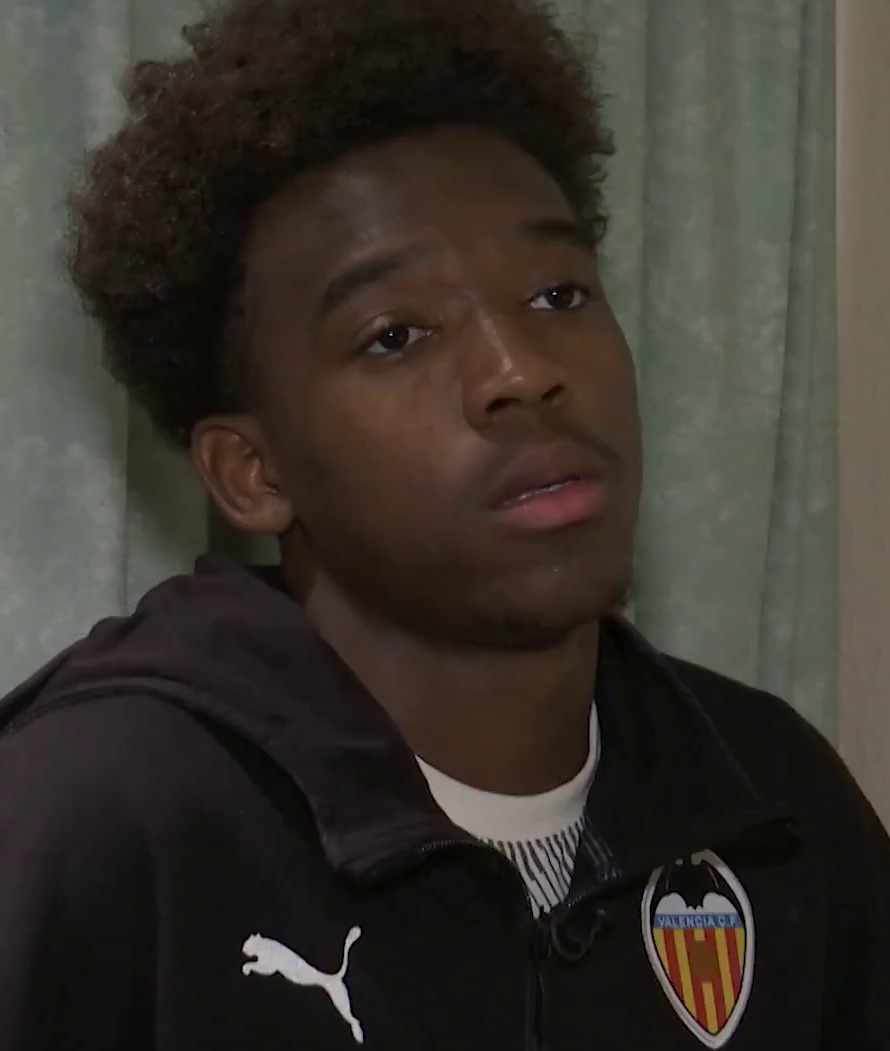
Noha Ndombasi égalise à la face à Dunkerque.

Après avoir été battu par le Stade lavallois, les Thoniers se déplacent dans le nord de la France pour un match très important face au premier relégable, l'USL Dunkerque, qui en cas de victoire passerait devant l'USC. Au Stade Marcel-Tribut, garni de 4 000 spectateurs, le match débute et ce sont les dunkerquois qui vont se créer les premières situations sans toutefois inquiéter Esteban Salles et ceux jusqu'à la 17e minute où Julien Anziani ouvre le score pour Dunkerque sur une frappe lointaine. Menés au score, les Thoniers réagissent offensivement et sur un « une-deux » avec Baptiste Mouazan, Kandet Diawara égalise et inscrit son premier but avec les Thoniers, le score reste de 1-1 jusqu'à la mi-temps. En début de seconde période, les deux équipes poussent et à la 61e minute, Esteban Salles commet une erreur qui permet à Julien Anziani d'inscrire le second but dunkerquois du match ainsi que son premier doublé en Ligue 2. De nouveau menés, les Thoniers poussent pour égaliser sans y parvenir malgré les occasions de Julien Célestine et de Tom Lebeau, rentré en jeu. Finalement, alors qu'on se dirige vers une victoire dunkerquoise, à la 97e minute, sur la dernière occasion du match, Noha Ndombasi égalise pour les Thoniers et permet aux Thoniers de ramener un point et de maintenir les deux points d'avance sur Dunkerque bien que les Thoniers descendent à la quinzième place avec 33 points.
Après avoir arraché le match nul à la 97e minute, les Thoniers accueillent l'EA Guingamp pour un derby breton qui se joue au Stade Francis-Le Blé de Brest. Dans un match classé à risque à cause de la rivalité entre supporters brestois et guingampais, les Thoniers vont devoir jouer sans Maxime Etuin, Nassim Chadli ou encore Abdelwahed Wahib. Dans un stade garni par 3 860 spectateurs, les guingampais ouvrent le score au bout de 30 secondes par Amine El Ouazzani sur un centre de Maronnier. Les concarnois répliquent par Axel Urie mais sa frappe est trop écrasée et juste avant la mi-temps, Alec Georgen provoque un penalty que Pape Ibnou Ba ne parvient pas à transformer, Enzo Basilio plongeant du bon côté. En seconde mi-temps, l'USC pousse mais Issouf Paro, titulaire à la suite de la suspension de Julien Célestine, manque sa passe dans l'axe et permet à Amine El Ouazzani d'inscrire le doublé et Guingamp mène deux buts à zéro. Dès lors, les Thoniers vont débuter une véritable remontée puisqu'à la 66e minute, Isaac Matondo inscrit son premier but en professionnel sur un centre de Clément Rodrigues pour réduire l'écart et vingt minutes plus tard, sur corner, Pape Ibnou Ba égalise à deux buts partout. Cependant, les Thoniers ne vont pas parvenir à tenir le match nul puisqu'à la 91e minute, Guingamp inscrit le 3-2 par Baptiste Guillaume sur un centre de Maxime Sivis, ancien joueur de l'US Concarneau. Finalement, les Thoniers s'inclinent et dégringolent pour la première fois de puis la 8e journée dans la zone des relégables puisque l'USC est classé à la dix-septième place avec 33 points. 

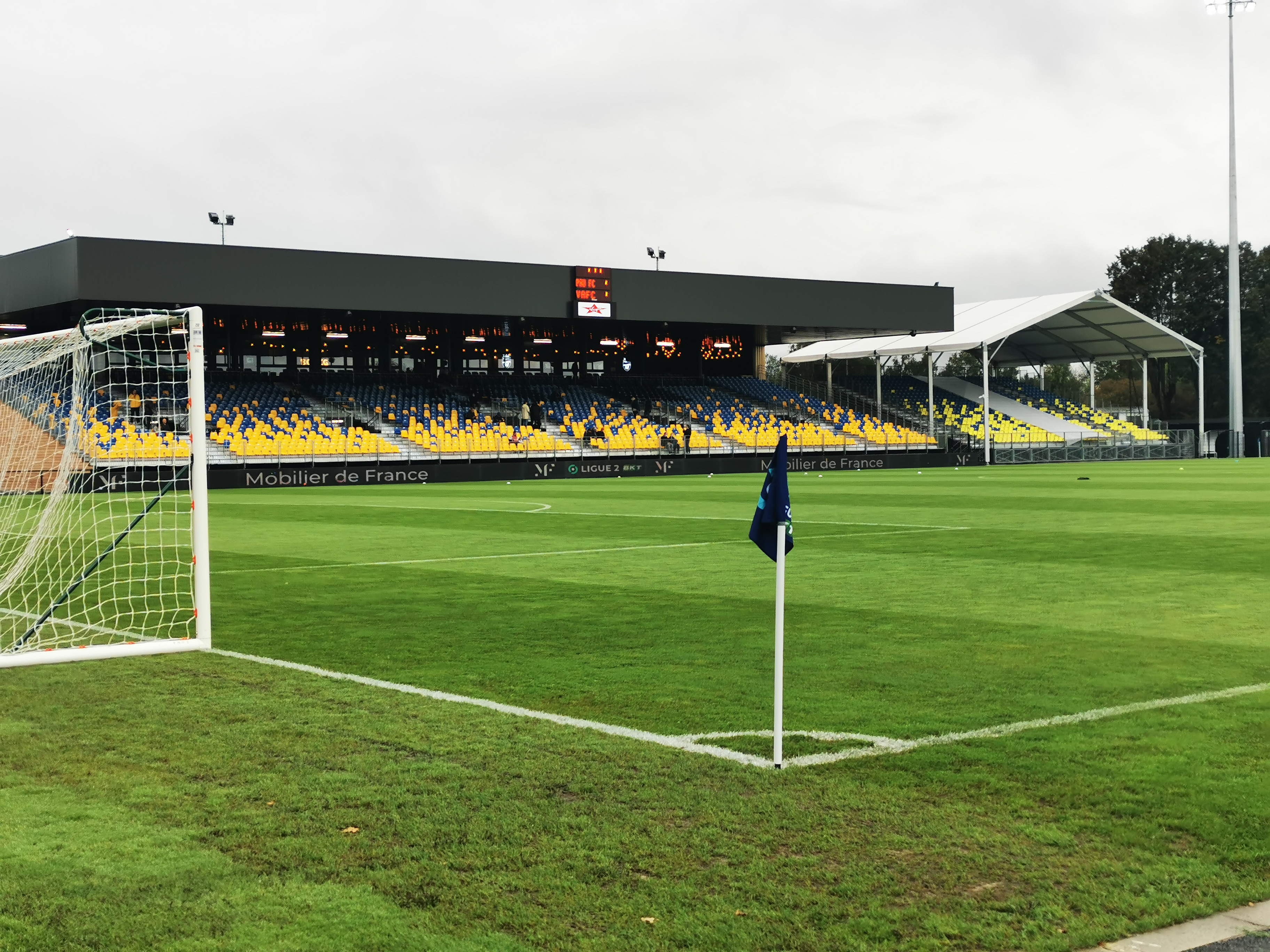
Au Nouste Camp, les Thoniers s'inclinent face à Pau.

Après être retombé dans la zone des relégables à la suite de la défaite face à l'EA Guingamp, les Thoniers se doivent de réagir après 4 matchs sans victoire. Pour la 29e journée, les concarnois se déplacent dans le sud de la France pour affronter à l'extérieur, le Pau FC, équipe en difficulté lors de cette seconde partie de saison puisqu'ils n'ont remporté qu'un seul de leur onze derniers matchs. Le match débute et les Thoniers s'avèrent inoffensifs alors que les palois se montrent dangereux puisqu'Esteban Salles doit détourner en corner une tête de Khalid Boutaïb. Durant la première période, ce sont les palois qui se créent le plus de situations sans néanmoins inquiéter Esteban Salles face à des concarnois qui ne frapperont qu'un seule fois au but, par Gabriel Barès. La seconde période débute sur un score de parité mais très rapidement les palois obtiennent un penalty à la suite d'une main d'Alec Georgen, penalty transformé par Henri Saivet. Menés au score, les Thoniers ne réagissent pas réellement offensivement, ne cadrant aucun de leurs tirs, face à des palois qui joue en contre, profitant de la profondeur laissé par la défense concarnoise. A la 74e minute, Yanis Begraoui remporte son duel face à Guillaume Jannez, file tout droit au but et parvient à faire le break pour le Pau FC. Finalement, les Thoniers ne reviendront pas au score et s'inclinent deux buts à zéro, restant relégable, à la dix-septième place, avec 33 points.
| Journée 25                   | US Concarneau                        | 2 - 2   | Paris FC                                  | | |
| Samedi 17 février 2024 19:00 | ( Georgen) Ba 24e · Etuin 59e (pen.) | (1 - 0) | 49e Lopez (Gory ) · 80e Gory (Lukembila ) | Stade Michel-d'Ornano, Caen Spectateurs : huis clos Diffuseur : Prime Video (multiplex) Arbitrage : Rémi Landry | Stade Michel-d'Ornano, Caen Spectateurs : huis clos Diffuseur : Prime Video (multiplex) Arbitrage : Rémi Landry |
| Samedi 17 février 2024 19:00 | Etuin 34e · Georgen 64e              | Rapport | 57e Mandouki                              | Stade Michel-d'Ornano, Caen Spectateurs : huis clos Diffuseur : Prime Video (multiplex) Arbitrage : Rémi Landry | Stade Michel-d'Ornano, Caen Spectateurs : huis clos Diffuseur : Prime Video (multiplex) Arbitrage : Rémi Landry |

| Journée 26                   | US Concarneau       | 1 - 3   | Stade lavallois                                                               | | |
| Samedi 24 février 2024 19:00 | ( Rodrigues) Ba 85e | (0 - 1) | 2e Tchokounté (Pagis ) · 56e Labeau-Lascary (Sanna ) · 82e Bobichon (Kadile ) | Stade Francis-Le Blé, Brest Spectateurs : 1 403 Diffuseur : Prime Video (multiplex) Arbitrage : Faouzi Benchabane | Stade Francis-Le Blé, Brest Spectateurs : 1 403 Diffuseur : Prime Video (multiplex) Arbitrage : Faouzi Benchabane |
| Samedi 24 février 2024 19:00 | Célestine 80e       | Rapport | 26e Baudry · 64e Diaw · 73e Cherni                                            | Stade Francis-Le Blé, Brest Spectateurs : 1 403 Diffuseur : Prime Video (multiplex) Arbitrage : Faouzi Benchabane | Stade Francis-Le Blé, Brest Spectateurs : 1 403 Diffuseur : Prime Video (multiplex) Arbitrage : Faouzi Benchabane |

| Journée 27               | USL Dunkerque                       | 2 - 2   | US Concarneau                                      | | |
| Samedi 2 mars 2024 19:00 | ( Gbamin) Anziani 17e · Anziani 61e | (1 - 1) | 35e Diawara (Mouazan ) · 90+7e Ndombasi (Georgen ) | Stade Marcel-Tribut, Dunkerque Spectateurs : 3 927 Diffuseur : Prime Video (multiplex) Arbitrage : Karim Abed | Stade Marcel-Tribut, Dunkerque Spectateurs : 3 927 Diffuseur : Prime Video (multiplex) Arbitrage : Karim Abed |
| Samedi 2 mars 2024 19:00 | Yassine 50e · Courtet 90e           | Rapport | 24e Matondo · 55e Phliponeau · 90e Célestine       | Stade Marcel-Tribut, Dunkerque Spectateurs : 3 927 Diffuseur : Prime Video (multiplex) Arbitrage : Karim Abed | Stade Marcel-Tribut, Dunkerque Spectateurs : 3 927 Diffuseur : Prime Video (multiplex) Arbitrage : Karim Abed |

| Journée 28               | US Concarneau                     | 2 - 3   | EA Guingamp                                                               | | |
| Samedi 9 mars 2024 19:00 | ( Rodrigues) Matondo 66e · Ba 86e | (0 - 1) | 1re El Ouazzani (Maronnier ) · 56e El Ouazzani · 90+1e Guillaume (Sivis ) | Stade Francis-Le Blé, Brest Spectateurs : 3 860 Diffuseur : Prime Video (multiplex) Arbitrage : Mickaël Leleu | Stade Francis-Le Blé, Brest Spectateurs : 3 860 Diffuseur : Prime Video (multiplex) Arbitrage : Mickaël Leleu |
| Samedi 9 mars 2024 19:00 |                                   | Rapport | 41e Sidibé · 44e Roux · 54e Siwe                                          | Stade Francis-Le Blé, Brest Spectateurs : 3 860 Diffuseur : Prime Video (multiplex) Arbitrage : Mickaël Leleu | Stade Francis-Le Blé, Brest Spectateurs : 3 860 Diffuseur : Prime Video (multiplex) Arbitrage : Mickaël Leleu |

| Journée 29                | Pau FC                           | 2 - 0   | US Concarneau                              | | |
| Samedi 16 mars 2024 19:00 | Saivet 53e (pen.) · Begraoui 74e | (0 - 0) |                                            | Nouste Camp, Pau Spectateurs : 3 036 Diffuseur : Prime Video (multiplex) Arbitrage : Nicolas Rainville | Nouste Camp, Pau Spectateurs : 3 036 Diffuseur : Prime Video (multiplex) Arbitrage : Nicolas Rainville |
| Samedi 16 mars 2024 19:00 | Ahoussou 17e                     | Rapport | 3e Faussurier · 63e Rodrigues · 86e Lebeau | Nouste Camp, Pau Spectateurs : 3 036 Diffuseur : Prime Video (multiplex) Arbitrage : Nicolas Rainville | Nouste Camp, Pau Spectateurs : 3 036 Diffuseur : Prime Video (multiplex) Arbitrage : Nicolas Rainville |

#### Journée 30 à 34: Les Thoniers n'y arrivent plus

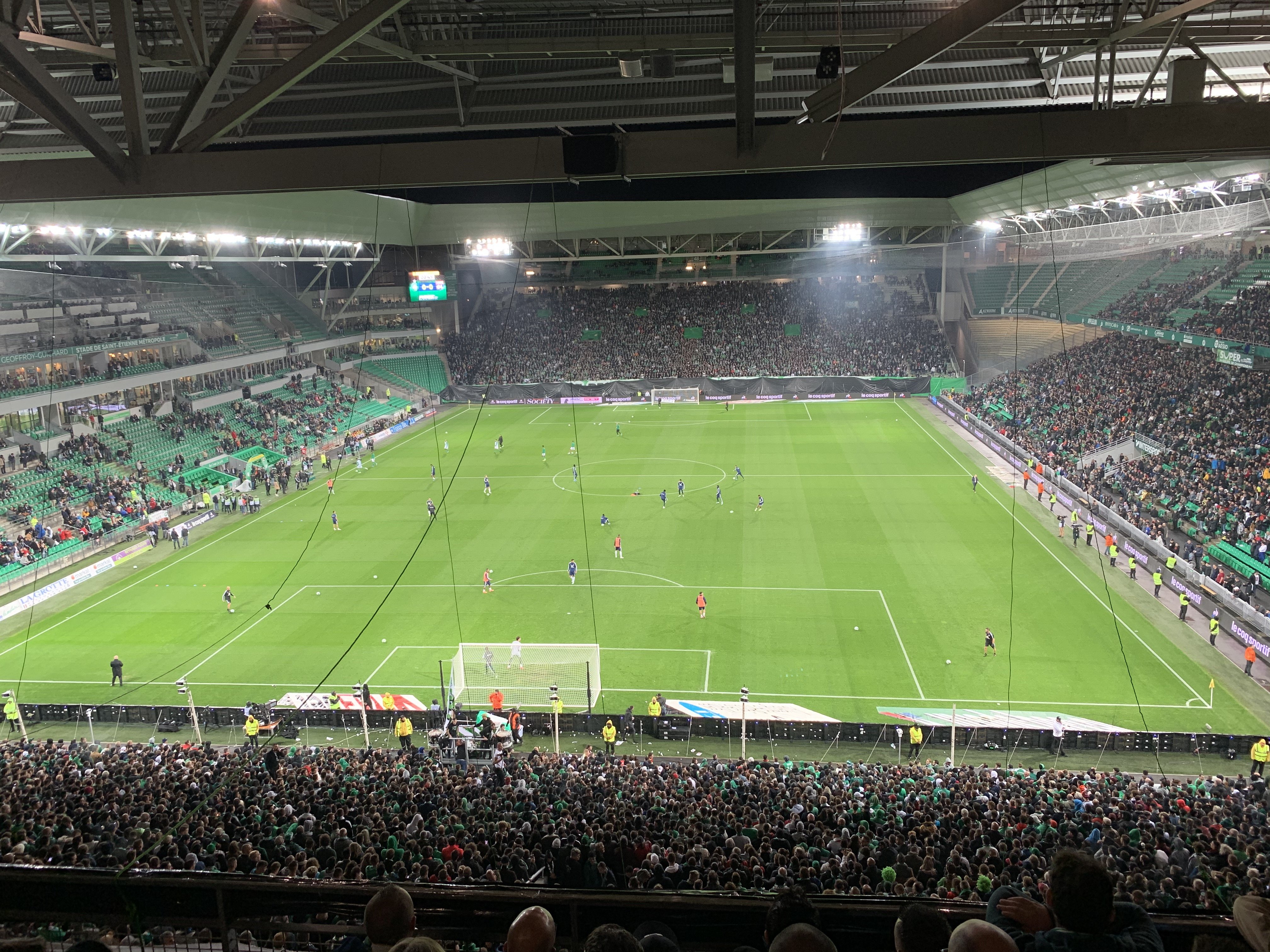
Les Thoniers se déplacent au Stade Geoffroy-Guichard pour affronter l'ASSE.

Les Thoniers restent sur 5 matchs sans victoire ponctuée d'un retour dans la zone des relégables. Après la trêve internationale, l'USC se doit de réagir face à Angers, deuxième du championnat. Pour ce match, Stéphane Le Mignan décide d'effectuer plusieurs changements dans la composition avec la présence d'Issouf Paro et de Clément Rodrigues remplaçant Julien Faussurier et Pape Ibnou Ba. Le match débute idéalement pour les Thoniers puisque sur corner, Baptiste Mouazan ouvre le score sur une balle déviée par Clément Rodrigues, dès la neuvième minute. Les angevins poussent pour égaliser et passe très proche du 1-1 mais Issouf Paro sauve la balle sur sa ligne. Contre le cours du jeu, les Thoniers inscrivent un second but sur une frappe de Clément Rodrigues et mène donc deux buts à zéro à la mi-temps. Bien partis pour aller chercher la victoire, les Thoniers vont pourtant s'effondrer en seconde période en encaissant quatre buts. A la 50e minute, Loïs Diony réduit l'écart pour les scoïstes avant que Farid El Melali égalise dès la 59e minute relançant ainsi la rencontre. Face à des Thoniers inoffensifs malgré la rentrée de Pape Ibnou Ba, meilleur buteur de l'équipe, les angevins en profitent et prennent l'avantage à la 78e minute par Esteban Lepaul avant qu'à la 90e minute, Loïs Diony inscrit le but du break pour les second du championnat, enfonçant définitivement les concarnois. Finalement, les Thoniers s'inclinent pour la troisième fois consécutive et descendent à la 18e place avec 33 points, dépassés par Annecy.
Après la débâcle de la seconde période face à Angers, les concarnois doivent de nouveau réagir face à l'AS Saint-Étienne, dans un match marqué par les 90 ans du club stéphanois et la présence de 37 000 spectateurs au Stade Geoffroy-Guichard. Les Thoniers voient le retour de Nassim Chadli avec toujours les absences de Wahib et Moussiti-Oko. Le match débute et les deux équipes se montrent dangereuses mais ce sont les seconds de Ligue 2 qui inscrivent le premier but du match, par Mickaël Nadé. Durant la fin de la première mi-temps, les concarnois sont dangereux notamment Maxime Etuin très proche d'inscrire une reprise de volée hors de la surface. Menés un but à zéro, les concarnois se parviennent pas à réagir en seconde mi-temps malgré la rentrée de Pape Ibnou Ba et Nassim Chadli alors que les locaux touchent le poteau. A la 91e minute, Nassim Chadli est proche d'égaliser pour les Thoniers sur une action solitaire mais sa frappe est arrêtée par Gautier Larsonneur. Finalement, l'USC s'incline un but à zéro, enchaîne une quatrième défaite consécutive et reste 18e avec 33 points, dans la zone des relégables.
La quatrième défaite consécutive face à l'AS Saint-Étienne a pour conséquence de maintenir les concarnois dans la zone des relégables. Ils doivent réagir face à Amiens, classé en milieu de tableau et que les Thoniers avaient tenu en échec lors du match aller (1-1). Pour ce match, Stéphane Le Mignan décide de titulariser Nassim Chadli, pour la première depuis décembre, ainsi qu'Isaac Matondo, non présent dans le groupe face à l'AS Saint-Étienne. Le match débute et les deux équipes s'observent, aucune ne parvient pas à se créer de réelles occasions, jusqu'à la 35e minute où Esteban Salles empêche l'ouverture du score amiénoise en déviant la tête de Frank Boya. Les Thoniers répliquent par Axel Urie mais sans parvenir à marquer, le score est donc de 0 à 0 à la mi-temps. La seconde mi-temps débute et elle sera marquée par le nombre important de fautes commises par les deux équipes, en effet, l'arbitre distribuera 7 cartons jaunes (4 pour les concarnois et 3 pour les amiénois) et à la 59e minute, Gaël Kakuta est après avoir frappé Alexandre Phliponeau. En supériorité numérique, les Thoniers vont pousser pour ouvrir le score mais se montrent trop brouillon face aux buts, ils n'ont cadré aucun tir en seconde période, et ne parviendront pas à faire trembler les filets de Régis Gurtner. Finalement, comme au match aller, les deux équipes se quittent sur un match nul, ce qui met à la série de 4 défaites consécutives des concarnois mais allonge à 8, le nombre de matchs sans victoire de l'USC et maintient le club à la 18e place avec 4 points de retard sur l'USL Dunkerque, premier non relégable.

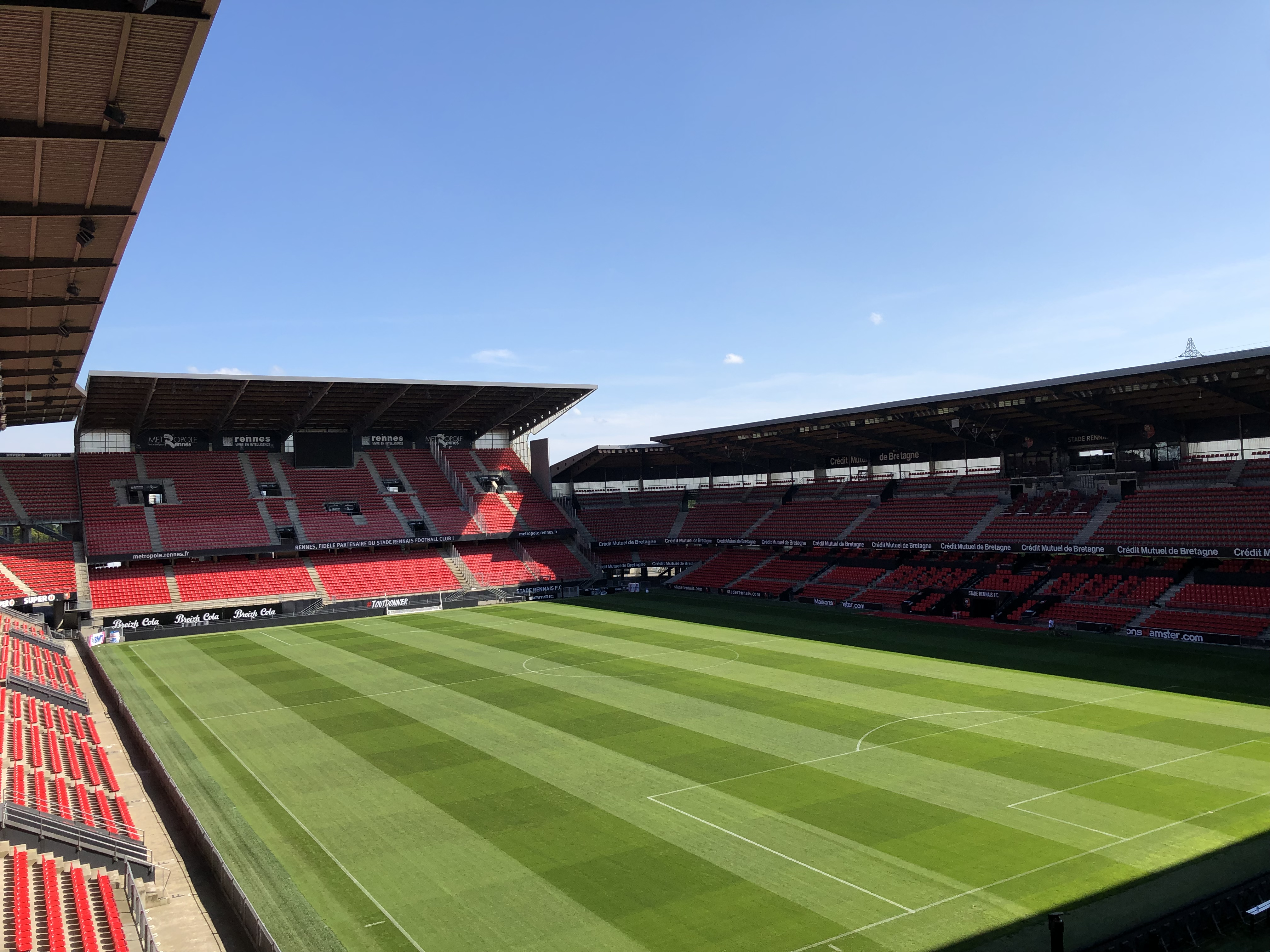
Les Thoniers jouent au Roazhon Park face à Quevilly.

Les Thoniers sont à 6 journées de la fin du championnat, englué dans la zone des relégables. De plus, ce match face à Quevilly devait initialement se jouer au Stade du Moustoir de Lorient mais le report du match Lorient - PSG, en raison de la Ligue des champions, entraîne l'impossibilité de jouer à Lorient. Donc l'USC jouera au Roazhon Park de Rennes ce qui ajoute un cinquième stade à la liste des stades où l'USC a joué à « domicile » cette saison. Pour ce match, Bevic Moussiti-Oko intègre le groupe concarnois pour la première fois alors que sur le terrain, Pape Ibnou Ba retrouve une place de titulaire. Le match débute et les Thoniers sont les premiers à être dangereux, Clément Rodrigues loupant de peu l'ouverture de score sur un centre de Pape Ibnou Ba. Jusqu'à la mi-temps, Julien Célestine et Kandet Diawara se procurent des occasions sans inscrire de but alors que Quevilly ne se montre pas dangereux. En seconde mi-temps, les concarnois dominent mais ne marquent pas malgré les tirs de Pape Ibnou Ba, d'Alec Georgen, d'Axel Urie et les débuts de Bevic Moussiti-Oko alors que les normands répliquent par des contre-attaques mais tout comme les concarnois, ne marquent pas. Finalement, les deux relégables se quittent sur un score de 0 à 0 ayant pour conséquence que les Thoniers restent relégables (18e avec 35 points) et enchaînent un neuvième match sans victoire.
Trois jours après le match nul face à l'US Quevilly-Rouen, les Thoniers se déplacent de nouveau en Corse mais cette fois-ci pour affronter le SC Bastia. Pour ce match, Stéphane Le Mignan décide de titulariser Issouf Paro en défense centrale à la place de Guillaume Jannez et Nassim Chadli, pourtant incertain et absent lors du match face à Quevilly. Le match débute au Stade Armand-Cesari et les bastiais attaquent et sont proches d'ouvrir le score sur une perte de balle d'Issouf Paro. Les Thoniers défendent face aux bastiais et ne parviennent pas à se projeter, Nassim Chadli se procurant la première véritable occasion concarnoise, après une vingtaine de minutes de jeu. Alors que le score est nul à la mi-temps, les bastiais repartent à l'attaque et inscrivent le premier but du match à la 52e minute, par Benjamin Santelli. Pourtant mené au score, les Thoniers peinent à réagir offensivement malgré les entrées de Kandet Diawara, Isaac Matondo et Bevic Moussiti-Oko, au niveau de l'attaque. A la 72e minute de jeu, Bevic Moussiti-Oko est exclu pour un tacle par derrière irrégulier sur Cheick Keita et les Thoniers se retrouvent par conséquent à 10 contre 11. Avec pourtant un joueur de moins, les Thoniers se montrent davantage dangereux et dans le temps additionnel, le coup-franc direct de Gabriel Barès oblige Johny Placide à se détendre pour empêcher l'égalisation concarnoise. A la 94e minute, Gaëtan Charbonnier inscrit le second but du match pour les bastiais, scellant la destinée de la rencontre. Finalement, les Thoniers s'inclinent et enchaînent un dixième match sans victoire, stagnant à la 18e place avec 35 points.  
| Journée 30                | US Concarneau                         | 2 - 4   | Angers SCO                                                                                       | | |
| Samedi 30 mars 2024 19:00 | Mouazan 9e · ( Mouazan) Rodrigues 41e | (2 - 0) | 50e Diony (El Melali ) · 59e El Melali (Lepaul ) · 78e Lepaul (Kalumba ) · 90e Diony (Belkhdim ) | Stade Francis-Le Blé, Brest Spectateurs : 1 442 Diffuseur : Prime Video (multiplex) Arbitrage : Pierre Legat | Stade Francis-Le Blé, Brest Spectateurs : 1 442 Diffuseur : Prime Video (multiplex) Arbitrage : Pierre Legat |
| Samedi 30 mars 2024 19:00 | Georgen 46e                           | Rapport | 45e Raolisoa                                                                                     | Stade Francis-Le Blé, Brest Spectateurs : 1 442 Diffuseur : Prime Video (multiplex) Arbitrage : Pierre Legat | Stade Francis-Le Blé, Brest Spectateurs : 1 442 Diffuseur : Prime Video (multiplex) Arbitrage : Pierre Legat |

| Journée 31                | AS Saint-Étienne    | 1 - 0   | US Concarneau | | |
| Samedi 6 avril 2024 19:00 | ( Cardona) Nadé 22e | (1 - 0) |               | Stade Geoffroy-Guichard, Saint-Étienne Spectateurs : 37 337 Diffuseur : beIN Sports 2 Arbitrage : Abdelatif Kherradji | Stade Geoffroy-Guichard, Saint-Étienne Spectateurs : 37 337 Diffuseur : beIN Sports 2 Arbitrage : Abdelatif Kherradji |
| Samedi 6 avril 2024 19:00 | Moueffek 86e        | Rapport | 86e Urie      | Stade Geoffroy-Guichard, Saint-Étienne Spectateurs : 37 337 Diffuseur : beIN Sports 2 Arbitrage : Abdelatif Kherradji | Stade Geoffroy-Guichard, Saint-Étienne Spectateurs : 37 337 Diffuseur : beIN Sports 2 Arbitrage : Abdelatif Kherradji |

| Journée 32                 | US Concarneau                                             | 0 - 0   | Amiens SC                                      | | |
| Samedi 13 avril 2024 19:00 |                                                           | (0 - 0) |                                                | Stade Francis-Le Blé, Brest Spectateurs : 1 260 Diffuseur : Prime Video (multiplex) Arbitrage : Benjamin Lepaysant | Stade Francis-Le Blé, Brest Spectateurs : 1 260 Diffuseur : Prime Video (multiplex) Arbitrage : Benjamin Lepaysant |
| Samedi 13 avril 2024 19:00 | Phliponeau 60e · Jannez 62e · Diawara 65e · Célestine 88e | Rapport | 46e Ring · 59e Kakuta · 76e Gene · 90e Carroll | Stade Francis-Le Blé, Brest Spectateurs : 1 260 Diffuseur : Prime Video (multiplex) Arbitrage : Benjamin Lepaysant | Stade Francis-Le Blé, Brest Spectateurs : 1 260 Diffuseur : Prime Video (multiplex) Arbitrage : Benjamin Lepaysant |

| Journée 33                 | US Concarneau | 0 - 0   | US Quevilly-Rouen                    | | |
| Samedi 20 avril 2024 19:00 |               | (0 - 0) |                                      | Roazhon Park, Rennes Spectateurs : 1 856 Diffuseur : Prime Video (multiplex) Arbitrage : Antoine Valnet | Roazhon Park, Rennes Spectateurs : 1 856 Diffuseur : Prime Video (multiplex) Arbitrage : Antoine Valnet |
| Samedi 20 avril 2024 19:00 |               | Rapport | 32e Pendant · 49e Loric · 90e Gbellé | Roazhon Park, Rennes Spectateurs : 1 856 Diffuseur : Prime Video (multiplex) Arbitrage : Antoine Valnet | Roazhon Park, Rennes Spectateurs : 1 856 Diffuseur : Prime Video (multiplex) Arbitrage : Antoine Valnet |

| Journée 34                | SC Bastia                                                | 2 - 0   | US Concarneau                    | | |
| Mardi 23 avril 2024 20:45 | ( Bohnert) Santelli 52e · ( Bianchini) Charbonnier 90+4e | (0 - 0) |                                  | Stade Armand-Cesari, Bastia Spectateurs : 10 371 Diffuseur : Prime Video (multiplex) Arbitrage : Bastien Dechepy | Stade Armand-Cesari, Bastia Spectateurs : 10 371 Diffuseur : Prime Video (multiplex) Arbitrage : Bastien Dechepy |
| Mardi 23 avril 2024 20:45 | Dramé 56e                                                | Rapport | 46e Célestine · 72e Moussiti-Oko | Stade Armand-Cesari, Bastia Spectateurs : 10 371 Diffuseur : Prime Video (multiplex) Arbitrage : Bastien Dechepy | Stade Armand-Cesari, Bastia Spectateurs : 10 371 Diffuseur : Prime Video (multiplex) Arbitrage : Bastien Dechepy |

#### Journée 35 à 38: Les Thoniers relégués en National

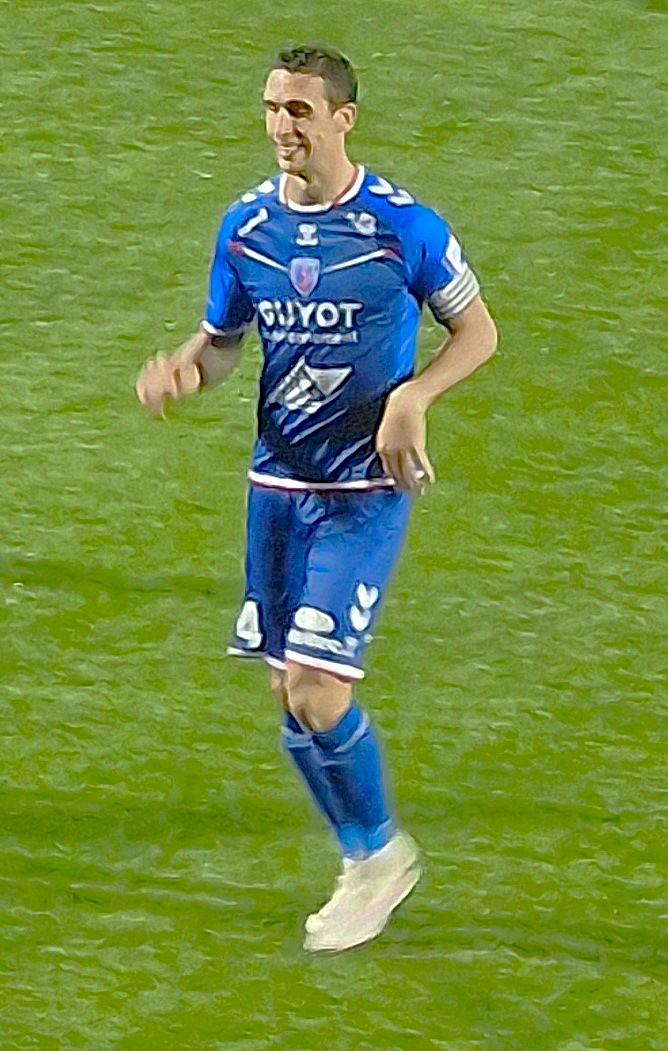
Guillaume Jannez de retour titulaire face à Rodez.

A quatre journées de la fin du championnat, les Thoniers sont en ballotage défavorable avec une 18e place et 4 points de retard sur Annecy, premier non relégable. Face à Rodez, Stéphane Le Mignan surprend en titularisant Thibault Sinquin au milieu de terrain, il est titularisé pour la première fois depuis septembre. Le match débute et les concarnois se montrent davantage dangereux avec plusieurs occasions sur coups de pied arrêtés, notamment le corner de Gabriel Barès sur Pape Ibnou Ba qui voit sa reprise contrée par la défenses ruthénoise. Juste avant la mi-temps, Pape Ibnou Ba lance Clément Rodrigues en profondeur qui ne remporte pas son duel face à Ewen Jaouen, le gardien de Rodez. En seconde mi-temps, les ruthénois se montrent plus dangereux et à la 60e minute, profite de l'errance de la défense concarnoise pour ouvrir le score par Wilitty Younoussa puis sur contre-attaque, inscrivent le second but par Corredor. Menés, les concarnois ne réagissent pas offensivement malgré plusieurs incursions dans la surface de Rodez. A la 94e minute, Thibault Sinquin réduit l'écart sur un centre-tir, lobant le gardien ruthénois. Finalement, l'USC s'incline de nouveau, prolonge à 11, la série de matchs sans victoire et voit leur chance de maintien s'amenuir puisque l'USC, 19e, compte 6 points de retard sur le premier relégable, l'USL Dunkerque.
Pour ce match face à Grenoble, les Thoniers doivent s'imposer pour éviter un scénario les condamnant définitivement à la relégation en National. Pour ce match, Stéphane Le Mignan titularise de nouveau Thibault Sinquin et Bevic Moussiti-Oko est titularisé pour la première fois de la saison. Le match débute au Stade des Alpes, les Thoniers attaquent et à la 18e minute, Bevic Moussiti-Oko provoque un penalty que transforme Axel Urie pour ouvrir le score. Les grenoblois réagissent et Pape Meïssa Ba voit sa tête déviée par Esteban Salles avant de toucher le poteau. Cinq minutes avant la mi-temps, Issouf Paro commet la faute sur Pape Meïssa Ba, entraînant un penalty pour Grenoble, transformé par Jessy Benet avant que deux minutes plus tard, Jessy Benet inscrit le doublé et permet à Grenoble de mener à la mi-temps. En seconde mi-temps, les Thoniers menés doivent s'imposer sous peine d'être relégués en National mais les entrées de Pape Ibnou Ba ou encore Kandet Diawara ne permettront pas à l'USC d'inscrire de buts malgré une domination et plusieurs situations. Finalement, cette défaite combinée au succès de Dunkerque, entraîne l'officialisation de la relégation de l'US Concarneau en National après seulement une saison passée en Ligue 2. 

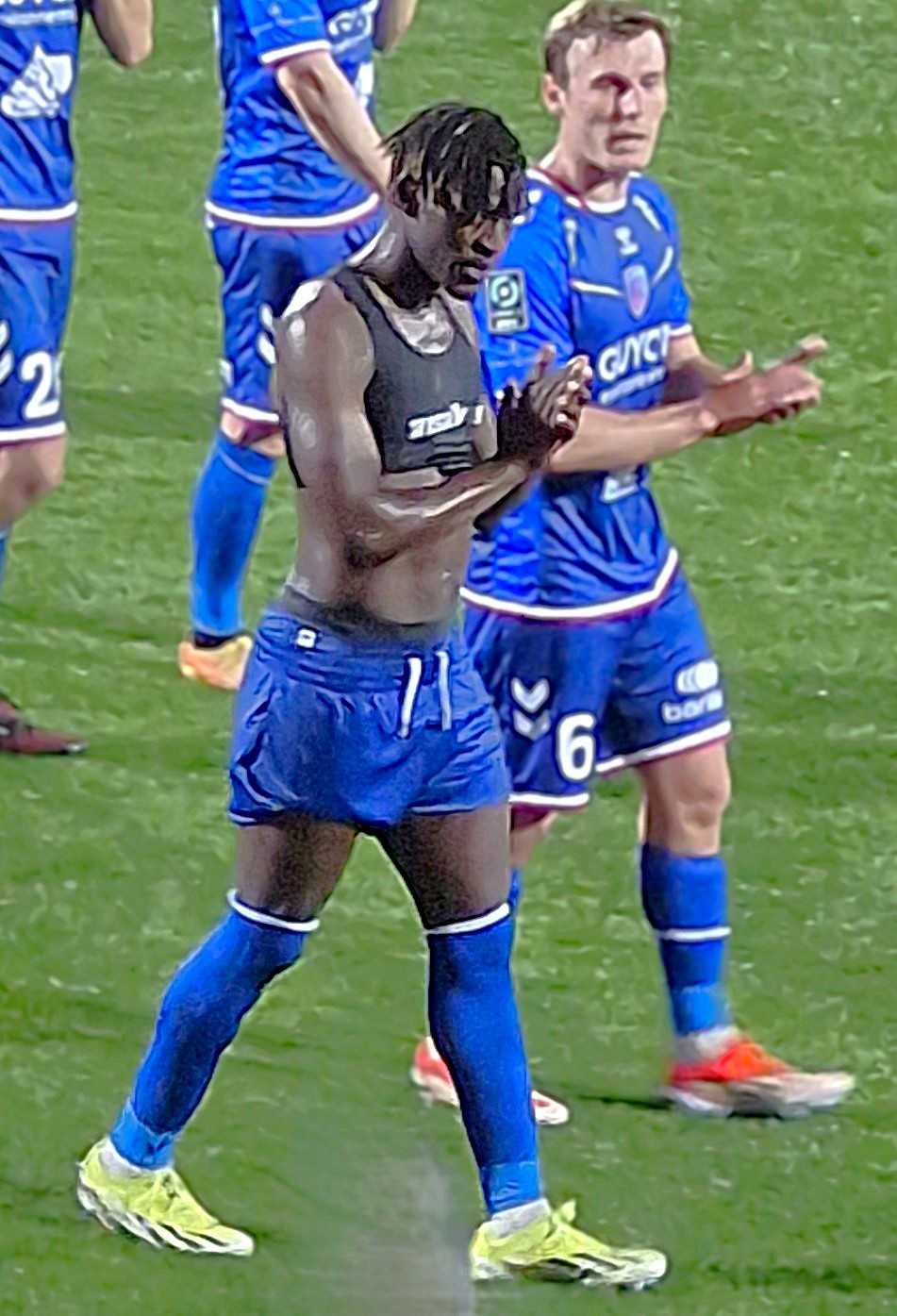
Pape Ibnou Ba inscrit son troisième doublé face à Bordeaux.

Condamnés au National, les Thoniers se déplacent à Lorient, au Stade du Moustoir pour affronter les Girondins de Bordeaux pour le dernier match à « domicile ». Pour ce match, Stéphane Le Mignan décide de titulariser Pape Ibnou Ba et Bevic Moussiti-Oko en attaque, pour la première en duo. Le match débute et les Girondins ouvrent rapidement le score grâce à Žan Vipotnik face à des Thoniers qui ont du mal à réagir mais à la 28e minute, le match bascule lorsque De Amorim est exclu. A 11 contre 10, les Thoniers vont réagir et juste avant la mi-temps, Kandet Diawara centre pour Bevic Moussiti-Oko qui égalise pour l'USC. Alors que les deux équipes se neutralisent à la mi-temps, les Thoniers vont dominer les Girondins en seconde période, marquant deux buts dans le premier quart d'heure, par Pape Ibnou Ba après un rush d'Alec Georgen puis Kandet Diawara en contre-attaque. Menés de deux buts, les Girondins réagissent et Jérémy Livolant inscrit un second but pour Bordeaux mais l'USC refait le « break » avec un second but de Pape Ibnou Ba, son douzième but de la saison. En fin de match, les Thoniers obtiennent un penalty qu'Axel Urie rate en tirant au centre, arrêté par Karl-Johan Johnsson. Finalement, l'USC s'impose 4 buts à 2 et remporte son dixième match de la saison et ce résultat leur permet de grimper d'une place au classement. 
Après avoir battu les Girondins de Bordeaux pour mettre fin à une série de 12 matchs sans victoire, les Thoniers se déplacent dans l'Yonne pour affronter le champion, l'AJ Auxerre. Malgré sa position de relégué face au champion, l'USC débute mieux le match et à la 21e minute, Alec Georgen lance en profondeur Bevic Moussiti-Oko qui ouvre le score pour Concarneau. Les locaux vont réagir et égalise avant la mi-temps, par Ado Onaiwu. La seconde mi-temps verra les auxerrois continuer d'attaquer sans marquer jusqu'à la 63e minute où Ado Onaiwu permet au champion de mener au score. Menés, les Thoniers vont peu réagir si ce n'est l'occasion ratée de Pape Ibnou Ba alors que les auxerrois obligent Esteban Salles à sortir trois arrêts décisifs en une minute. Malgré cela, les Thoniers finissent par craquer et Auxerre inscrit deux buts en cinq minutes, par Ado Onaiwu (triplé) et Gauthier Hein, portant le score à 4 buts à 1. Finalement, les Thoniers s'inclinent 4-1 pour le dernier match de la saison et les autres résultats ont pour conséquence que l'USC termine la saison à la 19e place, devant Valenciennes et retourne en National pour la saison 2024-2025. 
| Journée 35                 | US Concarneau               | 1 - 2   | Rodez AF                                              | | |
| Samedi 27 avril 2024 19:00 | ( Faussurier) Sinquin 90+4e | (0 - 0) | 60e Younoussa (Abdallah ) · 69e Corredor (Younoussa ) | Stade Francis-Le Blé, Brest Spectateurs : 1 141 Diffuseur : Prime Video (multiplex) Arbitrage : Aurélien Petit | Stade Francis-Le Blé, Brest Spectateurs : 1 141 Diffuseur : Prime Video (multiplex) Arbitrage : Aurélien Petit |
| Samedi 27 avril 2024 19:00 | Chadli 73e                  | Rapport | 53e Raux Yao                                          | Stade Francis-Le Blé, Brest Spectateurs : 1 141 Diffuseur : Prime Video (multiplex) Arbitrage : Aurélien Petit | Stade Francis-Le Blé, Brest Spectateurs : 1 141 Diffuseur : Prime Video (multiplex) Arbitrage : Aurélien Petit |

| Journée 36                | Grenoble Foot 38                          | 2 - 1   | US Concarneau   |                                                                                           |                                                                                           |
| Vendredi 3 mai 2024 20:00 | Benet 41e (pen.) · ( Tourraine) Benet 43e | (2 - 1) | 18e (pen.) Urie | Stade des Alpes, Grenoble Diffuseur : Prime Video (multiplex) Arbitrage : Thierry Bouille | Stade des Alpes, Grenoble Diffuseur : Prime Video (multiplex) Arbitrage : Thierry Bouille |
| Vendredi 3 mai 2024 20:00 | Sanyang 33e                               | Rapport | 39e Paro        | Stade des Alpes, Grenoble Diffuseur : Prime Video (multiplex) Arbitrage : Thierry Bouille | Stade des Alpes, Grenoble Diffuseur : Prime Video (multiplex) Arbitrage : Thierry Bouille |

| Journée 37                 | US Concarneau                                                                          | 4 - 2   | Girondins de Bordeaux                                | | |
| Vendredi 10 mai 2024 20:45 | ( Diawara) Moussiti-Oko 36e · ( Georgen) Ba 49e · ( Moussiti-Oko) Diawara 58e · Ba 71e | (1 - 1) | 9e Vipotnik (De Amorim ) · 62e Livolant (Weissbeck ) | Stade du Moustoir, Lorient Spectateurs : 2 334 Diffuseur : Prime Video (multiplex) Arbitrage : Guillaume Paradis | Stade du Moustoir, Lorient Spectateurs : 2 334 Diffuseur : Prime Video (multiplex) Arbitrage : Guillaume Paradis |
| Vendredi 10 mai 2024 20:45 |                                                                                        | Rapport | 28e De Amorim                                        | Stade du Moustoir, Lorient Spectateurs : 2 334 Diffuseur : Prime Video (multiplex) Arbitrage : Guillaume Paradis | Stade du Moustoir, Lorient Spectateurs : 2 334 Diffuseur : Prime Video (multiplex) Arbitrage : Guillaume Paradis |

| Journée 38                 | AJ Auxerre                                                                   | 4 - 1   | US Concarneau               | | |
| Vendredi 17 mai 2024 20:45 | ( Joly) Onaiwu 40e · ( Raveloson) Onaiwu 63e · ( Joly) Onaiwu 80e · Hein 85e | (1 - 1) | 21e Moussiti-Oko (Georgen ) | Stade de l'Abbé-Deschamps, Auxerre Spectateurs : 17 101 Diffuseur : Prime Video (multiplex) Arbitrage : Nicolas Rainville | Stade de l'Abbé-Deschamps, Auxerre Spectateurs : 17 101 Diffuseur : Prime Video (multiplex) Arbitrage : Nicolas Rainville |
| Vendredi 17 mai 2024 20:45 | Rapport                                                                      |         |                             | Stade de l'Abbé-Deschamps, Auxerre Spectateurs : 17 101 Diffuseur : Prime Video (multiplex) Arbitrage : Nicolas Rainville | Stade de l'Abbé-Deschamps, Auxerre Spectateurs : 17 101 Diffuseur : Prime Video (multiplex) Arbitrage : Nicolas Rainville |

### Coupe de France

#### Septième tour: un tour et les Thoniers déjà éliminés

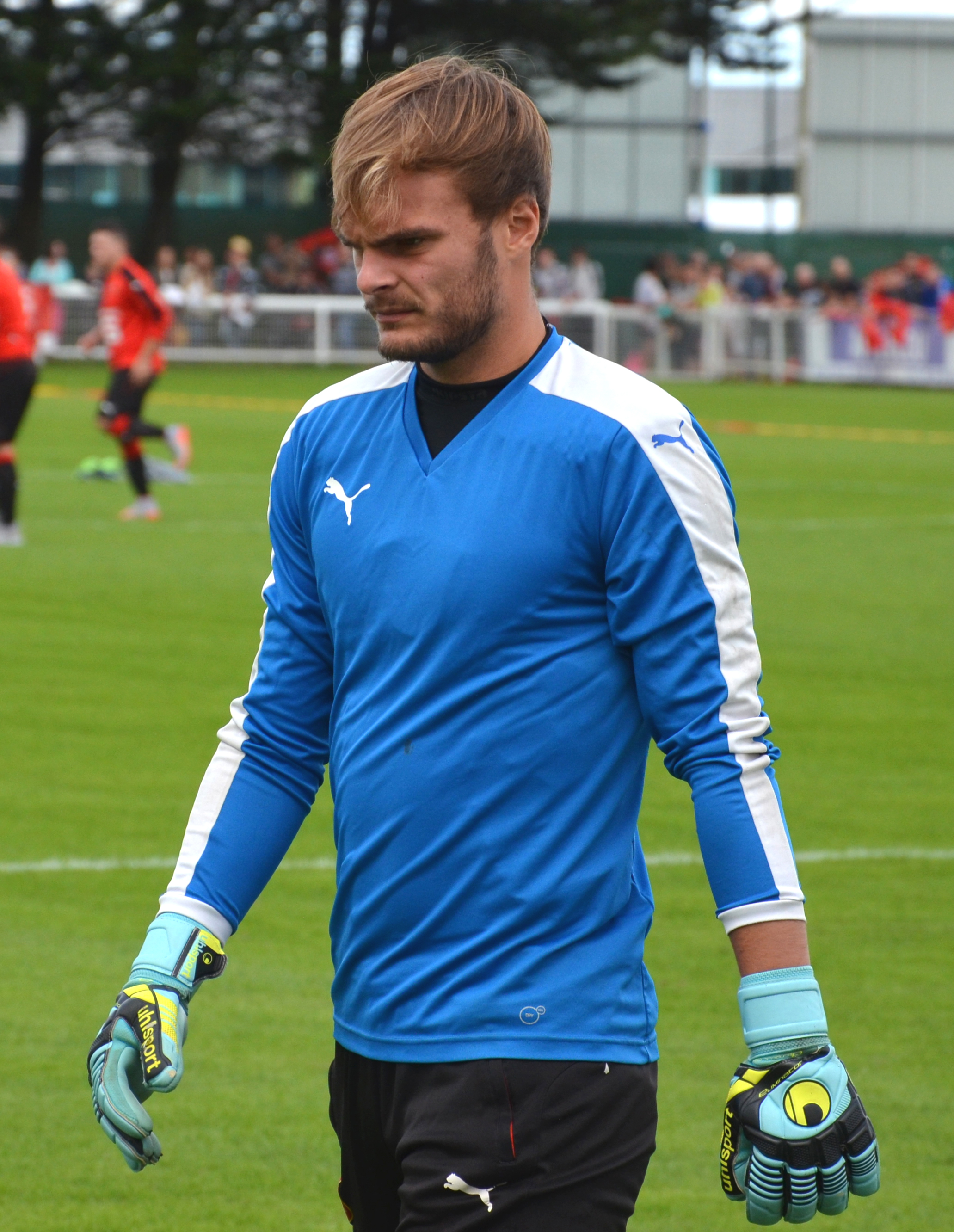
Maxime Pattier joue son premier match de la saison face au Stade briochin, son ancien club.

L'US Concarneau est aussi en lice en Coupe de France, sa place de club de Ligue 2 permettant aux Thoniers de débuter la compétition au 7e tour. Le tirage au sort des 7e et 8e tour a lieu le 1er novembre à 11h45. Les Thoniers se retrouvent dans le groupe A du tirage au sort comportant l'EA Guingamp, autre club de Ligue 2 ainsi que des équipes amateures (du National à la Régional 3) situées dans les ligues de Bretagne, Normandie et Pays de la Loire. Pour le septième tour, les concarnois se déplaceront à Saint-Brieuc pour affronter le Stade briochin, ancienne équipe de National et actuelle équipe de National 2,.
Cette saison, l'US Concarneau est la première équipe de Ligue 2 à rentrer en lice en Coupe de France, dès le vendredi 17 novembre. Au Stade Fred-Aubert, les Thoniers sont mis en difficulté par les pensionnaires de National 2 et après une première mi-temps sans but, ce sont les Briochins qui ouvrent le score à la 51e minute par Mickaël Martin. Les Finistériens réagissent en égalisant à la 62e minute par Baptiste Mouazan qui inscrit un coup franc en pleine lucarne mais Saint-Brieuc réagit et deux minutes après l'égalisation Mickaël Martin inscrit son second but du match permettant aux Briochins de reprendre l'avantage. La fin du match connaît de nombreux rebondissements puisque Concarneau égalise par Guillaume Jannez à la 85e minute mais Saint-Brieuc reprend l'avantage à la 93e minute par James Le Marer avant que Nassim Chadli arrache les tirs au but en inscrivant le but égalisateur à 3 buts partout, à la 98e minute. Finalement le match verra triompher le Stade briochin, qui s'impose 5 buts à 3 aux tirs au but, Alec Georgen étant le seul joueur à rater son penalty malgré le changement de gardien de but côté concarnois, Esteban Salles remplaçant Maxime Pattier, fautif sur les deux premiers buts briochins. Pour la quatrième saison de suite, l'USC est éliminé aux tirs au but et ne parvient pas, pour la cinquième fois consécutive, à s'extraire de la phase préliminaire et atteindre les 32e de finale.
| Septième tour                   | Stade briochin (N2)                       | 3 - 3 5 - 3 t. a. b. | US Concarneau                                              | | |
| Vendredi 17 novembre 2023 19:00 | Martin 52e · Martin 63e · Le Marer 90+3e  | (0 - 0)              | 61e Mouazan · 85e Jannez (Paro ) · 90+8e Chadli (Mouazan ) | Stade Fred-Aubert, Saint-Brieuc Spectateurs : 1 241 Diffuseur : Aucun Arbitrage : Benjamin Lepaysant | Stade Fred-Aubert, Saint-Brieuc Spectateurs : 1 241 Diffuseur : Aucun Arbitrage : Benjamin Lepaysant |
| Vendredi 17 novembre 2023 19:00 | Kerbrat 61e · Béghin 88e · Tamas 90+9e    | Rapport              | 89e Lebeau · 90+6e Wahib ·                                 | Stade Fred-Aubert, Saint-Brieuc Spectateurs : 1 241 Diffuseur : Aucun Arbitrage : Benjamin Lepaysant | Stade Fred-Aubert, Saint-Brieuc Spectateurs : 1 241 Diffuseur : Aucun Arbitrage : Benjamin Lepaysant |
| Vendredi 17 novembre 2023 19:00 | Béghin · Yobé · Clémandot · Angoua · Mara | Tirs au but 5 - 3    | Gboho · Chadli · Etuin · Georgen                           | Stade Fred-Aubert, Saint-Brieuc Spectateurs : 1 241 Diffuseur : Aucun Arbitrage : Benjamin Lepaysant | Stade Fred-Aubert, Saint-Brieuc Spectateurs : 1 241 Diffuseur : Aucun Arbitrage : Benjamin Lepaysant |

## Statistiques

### Bilan des compétitions
| Compétition     | Vainqueur final | Débute au tour | Résultat | Matchs joués | Gagnés | Nuls | Perdus | Buts Pour | Buts contre | Différence |
| --------------- | --------------- | -------------- | -------- | ------------ | ------ | ---- | ------ | --------- | ----------- | ---------- |
| Ligue 2         | AJ Auxerre      | 1re journée    | 19e      | 38           | 10     | 8    | 20     | 39        | 57          | -18        |
| Coupe de France | Paris SG        | 7e tour        | 7e tour  | 1            | 0      | 1    | 0      | 3         | 3           | 0          |
| Total           | Total           | Total          | Total    | 39           | 10     | 9    | 20     | 42        | 60          | -18        |

### Classement et statistiques

#### Classement
| Rang | Équipe            | Pts | J  | G  | N  | P  | Bp | Bc | Diff | Promotion ou relégation |
| ---- | ----------------- | --- | -- | -- | -- | -- | -- | -- | ---- | ----------------------- |
| 16   | USL Dunkerque P   | 46  | 38 | 12 | 10 | 16 | 36 | 52 | −16  |                         |
| 17   | ES Troyes AC R    | 41  | 37 | 9  | 14 | 14 | 42 | 49 | −7   |                         |
| 18   | US Quevilly-Rouen | 38  | 38 | 7  | 17 | 14 | 51 | 55 | −4   | Relégation en National  |
| 19   | US Concarneau P   | 38  | 38 | 10 | 8  | 20 | 39 | 57 | −18  | Relégation en National  |
| 20   | Valenciennes FC   | 26  | 37 | 5  | 11 | 21 | 25 | 54 | −29  | Relégation en National  |

#### Résultats par journée

##### Résultats, points et classement
| Journée     | 1   | 2   | 3   | 4   | 5   | 6   | 7   | 8   | 9   | 10  | 11  | 12  | 13  | 14  | 15  | 16  | 17  | 18  | 19  |
| ----------- | --- | --- | --- | --- | --- | --- | --- | --- | --- | --- | --- | --- | --- | --- | --- | --- | --- | --- | --- |
| Terrain     | D   | E   | D   | E   | D   | E   | D   | E   | E   | D   | E   | D   | D   | E   | E   | E   | D   | E   | D   |
| Résultat    | N   | D   | D   | D   | N   | V   | D   | V   | D   | V   | N   | V   | D   | V   | N   | D   | D   | V   | D   |
| Points      | 1   | 1   | 1   | 1   | 2   | 5   | 5   | 8   | 8   | 11  | 12  | 15  | 15  | 18  | 19  | 19  | 19  | 22  | 22  |
| Place       | 12e | 14e | 17e | 20e | 20e | 18e | 19e | 15e | 15e | 15e | 14e | 13e | 14e | 11e | 11e | 14e | 16e | 13e | 14e |
| Écart (pts) | -2  | -5  | -8  | -8  | -10 | -7  | -8  | -8  | -11 | -10 | -11 | -9  | -11 | -9  | -8  | -12 | -14 | -13 | -16 |
| Écart (pts) | +1  | +1  | -1  | -3  | -3  | -1  | -1  | +2  | +1  | +4  | +3  | +5  | +3  | +5  | +6  | +3  | +1  | +3  | +3  |

Report de match : Le match de la 13e journée a été reportée à une date ultérieure, le résultat de la 13e journée sera pris en compte lors de la journée suivant la date de report du match, en l'occurrence la 16e journée.
| Journée     | 20  | 21  | 22  | 23  | 24  | 25  | 26  | 27  | 28  | 29  | 30  | 31  | 32  | 33  | 34  | 35  | 36  | 37  | 38  |
| ----------- | --- | --- | --- | --- | --- | --- | --- | --- | --- | --- | --- | --- | --- | --- | --- | --- | --- | --- | --- |
| Terrain     | E   | D   | E   | D   | E   | D   | D   | E   | D   | E   | D   | E   | D   | D   | E   | D   | E   | D   | E   |
| Résultat    | D   | V   | D   | V   | V   | N   | D   | N   | D   | D   | D   | D   | N   | N   | D   | D   | D   | V   | D   |
| Points      | 22  | 25  | 25  | 28  | 31  | 32  | 32  | 33  | 33  | 33  | 33  | 33  | 34  | 35  | 35  | 35  | 35  | 38  | 38  |
| Place       | 16e | 14e | 14e | 14e | 14e | 14e | 14e | 15e | 17e | 17e | 18e | 18e | 18e | 18e | 18e | 19e | 19e | 18e | 19e |
| Écart (pts) | -18 | -17 | -18 | -16 | -15 | -14 | -14 | -16 | -17 | -17 | -20 | -21 | -21 | -23 | -26 | -28 | -31 | -29 | -30 |
| Écart (pts) | +3  | +6  | +5  | +5  | +7  | +5  | +2  | +2  | 0   | 0   | -2  | -2  | -4  | -4  | -4  | -6  | -9  | -7  | -8  |

Terrain : D = Domicile ; E = Extérieur.
Résultat : D = Défaite ; N = Nul ; V = Victoire.

##### Évolution au classement
| Journée | 01 | 02 | 03 | 04 | 05 | 06 | 07 | 08 | 09 | 10 | 11 | 12 | 13 | 14 | 15 | 16 | 17 | 18 | 19 | 20 | 21 | 22 | 23 | 24 | 25 | 26 | 27 | 28 | 29 | 30 | 31 | 32 | 33 | 34 | 35 | 36 | 37 | 38 |
| 1er     |    |    |    |    |    |    |    |    |    |    |    |    |    |    |    |    |    |    |    |    |    |    |    |    |    |    |    |    |    |    |    |    |    |    |    |    |    |    |
| 2e      |    |    |    |    |    |    |    |    |    |    |    |    |    |    |    |    |    |    |    |    |    |    |    |    |    |    |    |    |    |    |    |    |    |    |    |    |    |    |
| 3e      |    |    |    |    |    |    |    |    |    |    |    |    |    |    |    |    |    |    |    |    |    |    |    |    |    |    |    |    |    |    |    |    |    |    |    |    |    |    |
| 4e      |    |    |    |    |    |    |    |    |    |    |    |    |    |    |    |    |    |    |    |    |    |    |    |    |    |    |    |    |    |    |    |    |    |    |    |    |    |    |
| 5e      |    |    |    |    |    |    |    |    |    |    |    |    |    |    |    |    |    |    |    |    |    |    |    |    |    |    |    |    |    |    |    |    |    |    |    |    |    |    |
| 6e      |    |    |    |    |    |    |    |    |    |    |    |    |    |    |    |    |    |    |    |    |    |    |    |    |    |    |    |    |    |    |    |    |    |    |    |    |    |    |
| 7e      |    |    |    |    |    |    |    |    |    |    |    |    |    |    |    |    |    |    |    |    |    |    |    |    |    |    |    |    |    |    |    |    |    |    |    |    |    |    |
| 8e      |    |    |    |    |    |    |    |    |    |    |    |    |    |    |    |    |    |    |    |    |    |    |    |    |    |    |    |    |    |    |    |    |    |    |    |    |    |    |
| 9e      |    |    |    |    |    |    |    |    |    |    |    |    |    |    |    |    |    |    |    |    |    |    |    |    |    |    |    |    |    |    |    |    |    |    |    |    |    |    |
| 10e     |    |    |    |    |    |    |    |    |    |    |    |    |    |    |    |    |    |    |    |    |    |    |    |    |    |    |    |    |    |    |    |    |    |    |    |    |    |    |
| 11e     |    |    |    |    |    |    |    |    |    |    |    |    |    | ↑  | →  |    |    |    |    |    |    |    |    |    |    |    |    |    |    |    |    |    |    |    |    |    |    |    |
| 12e     | ●  |    |    |    |    |    |    |    |    |    |    |    |    |    |    |    |    |    |    |    |    |    |    |    |    |    |    |    |    |    |    |    |    |    |    |    |    |    |
| 13e     |    |    |    |    |    |    |    |    |    |    |    | ↑  |    |    |    |    |    | ↑  |    |    |    |    |    |    |    |    |    |    |    |    |    |    |    |    |    |    |    |    |
| 14e     |    | ↓  |    |    |    |    |    |    |    |    | ↑  |    | ↓  |    |    | ↓  |    |    | ↓  |    | ↑  | →  | →  | →  | →  | →  |    |    |    |    |    |    |    |    |    |    |    |    |
| 15e     |    |    |    |    |    |    |    | ↑  | →  | →  |    |    |    |    |    |    |    |    |    |    |    |    |    |    |    |    | ↓  |    |    |    |    |    |    |    |    |    |    |    |
| 16e     |    |    |    |    |    |    |    |    |    |    |    |    |    |    |    |    | ↓  |    |    | ↓  |    |    |    |    |    |    |    |    |    |    |    |    |    |    |    |    |    |    |
| 17e     |    |    | ↓  |    |    |    |    |    |    |    |    |    |    |    |    |    |    |    |    |    |    |    |    |    |    |    |    | ↓  | →  |    |    |    |    |    |    |    |    |    |
| 18e     |    |    |    |    |    | ↑  |    |    |    |    |    |    |    |    |    |    |    |    |    |    |    |    |    |    |    |    |    |    |    | ↓  | →  | →  | →  | →  |    |    | ↑  |    |
| 19e     |    |    |    |    |    |    | ↓  |    |    |    |    |    |    |    |    |    |    |    |    |    |    |    |    |    |    |    |    |    |    |    |    |    |    |    | ↓  | →  |    | ↓  |
| 20e     |    |    |    | ↓  | →  |    |    |    |    |    |    |    |    |    |    |    |    |    |    |    |    |    |    |    |    |    |    |    |    |    |    |    |    |    |    |    |    |    |

Report de match : Le match de la 13e journée a été reportée à une date ultérieure, le classement de la 13e journée sera le classement sans le match reporté, le classement contiendra le match reporté à partir de la journée suivant la date de report du match, en l'occurrence la 16e journée.

#### Bilan par adversaire
| Rang | Équipe                   | Pts | J | G | N | P | Bp | Bc | Diff |
| ---- | ------------------------ | --- | - | - | - | - | -- | -- | ---- |
| 1    | Valenciennes FC          | 6   | 2 | 2 | 0 | 0 | 2  | 0  | +2   |
| 2    | FC Annecy                | 4   | 2 | 1 | 1 | 0 | 4  | 1  | +3   |
| 3    | USL Dunkerque            | 4   | 2 | 1 | 1 | 0 | 6  | 5  | +1   |
| 4    | Quevilly-Rouen Métropole | 4   | 2 | 1 | 1 | 0 | 3  | 2  | +1   |
| 5    | ES Troyes AC             | 4   | 2 | 1 | 1 | 0 | 1  | 0  | +1   |
| 6    | Stade lavallois          | 3   | 2 | 1 | 0 | 1 | 4  | 3  | +1   |
| 7    | Girondins de Bordeaux    | 3   | 2 | 1 | 0 | 1 | 4  | 3  | +1   |
| 8    | EA Guingamp              | 3   | 2 | 1 | 0 | 1 | 3  | 3  | 0    |
| 9    | AC Ajaccio               | 3   | 2 | 1 | 0 | 1 | 2  | 2  | 0    |
| 10   | Amiens SC                | 2   | 2 | 0 | 2 | 0 | 1  | 1  | 0    |
| 11   | SC Bastia                | 1   | 2 | 0 | 1 | 1 | 0  | 2  | -2   |
| 12   | Paris FC                 | 1   | 2 | 0 | 1 | 1 | 2  | 5  | -3   |
| 13   | AS Saint-Étienne         | 0   | 2 | 0 | 0 | 2 | 0  | 2  | -2   |
| 14   | Rodez AF                 | 0   | 2 | 0 | 0 | 2 | 1  | 4  | -3   |
| 15   | Pau FC                   | 0   | 2 | 0 | 0 | 2 | 1  | 4  | -3   |
| 16   | SM Caen                  | 0   | 2 | 0 | 0 | 2 | 0  | 3  | -3   |
| 17   | AJ Auxerre               | 0   | 2 | 0 | 0 | 2 | 2  | 6  | -4   |
| 18   | Angers SCO               | 0   | 2 | 0 | 0 | 2 | 2  | 6  | -4   |
| 19   | Grenoble Foot 38         | 0   | 2 | 0 | 0 | 2 | 1  | 5  | -4   |

### Statistiques de l'effectif
Voici les statistiques des joueurs de l'US Concarneau en Ligue 2 et en Coupe de France,, :
(En italique, les joueurs partis en cours de saison)

(En gras, les joueurs arrivés au mercato hivernal)

Mise à jour le 18 mai 2024
| N°                 | Joueur               | Ligue 2 | Ligue 2 | Ligue 2     | Ligue 2        | Ligue 2 | Ligue 2      | Coupe de France | Coupe de France | Coupe de France | Coupe de France | Coupe de France | Coupe de France | Total   | Total | Total       | Total          | Total  | Total        |
| N°                 | Joueur               | MJ (T)  | Mns     | But inscrit | Passe décisive | Averti  | Carton rouge | MJ (T)          | Mns             | But inscrit     | Passe décisive  | Averti          | Carton rouge    | MJ (T)  | Mns   | But inscrit | Passe décisive | Averti | Carton rouge |
| ------------------ | -------------------- | ------- | ------- | ----------- | -------------- | ------- | ------------ | --------------- | --------------- | --------------- | --------------- | --------------- | --------------- | ------- | ----- | ----------- | -------------- | ------ | ------------ |
| Gardiens de buts   |                      |         |         |             |                |         |              |                 |                 |                 |                 |                 |                 |         |       |             |                |        |              |
| 1                  | Maxime Pattier (en)  | 0 (0)   | 0       | 0           | 0              | 0       | 0            | 1 (1)           | 90              | 0               | 0               | 0               | 0               | 1 (1)   | 90    | 0           | 0              | 0      | 0            |
| 30                 | Esteban Salles       | 38 (38) | 3420    | 0           | 0              | 3       | 0            | 1 (0)           | 1               | 0               | 0               | 0               | 0               | 39 (38) | 3421  | 0           | 0              | 3      | 0            |
| 40                 | Rudy Boulais         | 0 (0)   | 0       | 0           | 0              | 0       | 0            | 0 (0)           | 0               | 0               | 0               | 0               | 0               | 0 (0)   | 0     | 0           | 0              | 0      | 0            |
| Défenseurs         |                      |         |         |             |                |         |              |                 |                 |                 |                 |                 |                 |         |       |             |                |        |              |
| 2                  | Alec Georgen         | 34 (29) | 2532    | 0           | 4              | 3       | 0            | 1 (1)           | 90              | 0               | 0               | 0               | 0               | 35 (30) | 2622  | 0           | 4              | 3      | 0            |
| 3                  | Abdelwahed Wahib     | 12 (9)  | 760     | 0           | 2              | 1       | 0            | 0 (0)           | 0               | 0               | 0               | 1               | 0               | 12 (9)  | 760   | 0           | 2              | 2      | 0            |
| 4                  | Guillaume Jannez     | 33 (33) | 2967    | 0           | 0              | 2       | 0            | 1 (1)           | 90              | 1               | 0               | 0               | 0               | 34 (34) | 3057  | 1           | 0              | 2      | 0            |
| 5                  | Mamadou Sylla        | 3 (2)   | 183     | 0           | 0              | 0       | 0            | 0 (0)           | 0               | 0               | 0               | 0               | 0               | 3 (2)   | 183   | 0           | 0              | 0      | 0            |
| 12                 | Julien Célestine     | 30 (30) | 2682    | 0           | 0              | 8       | 0            | 0 (0)           | 0               | 0               | 0               | 0               | 0               | 30 (30) | 2682  | 0           | 0              | 8      | 0            |
| 19                 | Servan Suignard      | 0 (0)   | 0       | 0           | 0              | 0       | 0            | 0 (0)           | 0               | 0               | 0               | 0               | 0               | 0 (0)   | 0     | 0           | 0              | 0      | 0            |
| 23                 | Romain Sans          | 13 (7)  | 711     | 0           | 1              | 1       | 0            | 1 (1)           | 90              | 0               | 0               | 0               | 0               | 14 (8)  | 801   | 0           | 1              | 1      | 0            |
| 28                 | Issouf Paro          | 12 (11) | 1007    | 0           | 0              | 2       | 0            | 1 (1)           | 90              | 0               | 1               | 0               | 0               | 13 (12) | 1097  | 0           | 1              | 2      | 0            |
| 33                 | Julien Faussurier    | 36 (22) | 2097    | 0           | 3              | 2       | 0            | 0 (0)           | 0               | 0               | 0               | 0               | 0               | 36 (22) | 2097  | 0           | 3              | 2      | 0            |
| Milieux de terrain |                      |         |         |             |                |         |              |                 |                 |                 |                 |                 |                 |         |       |             |                |        |              |
| 6                  | Alexandre Phliponeau | 33 (32) | 2743    | 0           | 1              | 4       | 1            | 0 (0)           | 0               | 0               | 0               | 0               | 0               | 33 (32) | 2743  | 0           | 1              | 4      | 1            |
| 8                  | Tom Lebeau           | 8 (0)   | 86      | 1           | 0              | 3       | 0            | 1 (0)           | 34              | 0               | 0               | 1               | 0               | 9 (0)   | 120   | 1           | 0              | 4      | 0            |
| 15                 | Gabriel Barès        | 26 (19) | 1685    | 0           | 1              | 2       | 0            | 1 (1)           | 56              | 0               | 0               | 0               | 0               | 27 (20) | 1741  | 0           | 1              | 2      | 0            |
| 17                 | Maxime Etuin         | 32 (30) | 2624    | 2           | 0              | 4       | 0            | 1 (1)           | 90              | 0               | 0               | 0               | 0               | 33 (31) | 2714  | 2           | 0              | 4      | 0            |
| 20                 | Baptiste Mouazan     | 36 (29) | 2316    | 4           | 3              | 2       | 0            | 1 (1)           | 90              | 1               | 1               | 0               | 0               | 37 (30) | 2406  | 5           | 4              | 2      | 0            |
| 25                 | Bryan Pelé           | 0 (0)   | 0       | 0           | 0              | 0       | 0            | 0 (0)           | 0               | 0               | 0               | 0               | 0               | 0 (0)   | 0     | 0           | 0              | 0      | 0            |
| 26                 | Thibault Sinquin     | 14 (5)  | 554     | 1           | 1              | 2       | 0            | 0 (0)           | 0               | 0               | 0               | 0               | 0               | 14 (5)  | 554   | 1           | 1              | 2      | 0            |
| 29                 | Pierre Jouan         | 1 (0)   | 6       | 0           | 0              | 0       | 0            | 0 (0)           | 0               | 0               | 0               | 0               | 0               | 1 (0)   | 6     | 0           | 0              | 0      | 0            |
| Attaquants         |                      |         |         |             |                |         |              |                 |                 |                 |                 |                 |                 |         |       |             |                |        |              |
| 7                  | Isaac Matondo        | 29 (15) | 1424    | 1           | 1              | 1       | 0            | 1 (1)           | 69              | 0               | 0               | 0               | 0               | 30 (16) | 1493  | 1           | 1              | 1      | 0            |
| 9                  | Noha Ndombasi        | 26 (11) | 939     | 2           | 1              | 0       | 0            | 0 (0)           | 0               | 0               | 0               | 0               | 0               | 26 (11) | 939   | 2           | 1              | 0      | 0            |
| 10                 | Fahd El Khoumisti    | 1 (1)   | 79      | 0           | 0              | 0       | 0            | 0 (0)           | 0               | 0               | 0               | 0               | 0               | 1 (1)   | 79    | 0           | 0              | 0      | 0            |
| 11                 | Axel Urie            | 36 (20) | 1729    | 2           | 0              | 3       | 0            | 0 (0)           | 0               | 0               | 0               | 0               | 0               | 36 (20) | 1729  | 2           | 0              | 3      | 0            |
| 13                 | Bevic Moussiti-Oko   | 5 (3)   | 227     | 2           | 1              | 0       | 1            | 0 (0)           | 0               | 0               | 0               | 0               | 0               | 5 (3)   | 227   | 2           | 1              | 0      | 1            |
| 14                 | Pape Ibnou Ba        | 31 (25) | 2373    | 12          | 3              | 1       | 0            | 0 (0)           | 0               | 0               | 0               | 0               | 0               | 31 (25) | 2373  | 12          | 3              | 1      | 0            |
| 18                 | Yanis Merdji         | 15 (6)  | 682     | 3           | 1              | 2       | 0            | 1 (1)           | 69              | 0               | 0               | 0               | 0               | 16 (7)  | 751   | 3           | 1              | 2      | 0            |
| 19                 | Kandet Diawara       | 15 (11) | 964     | 2           | 1              | 1       | 0            | 0 (0)           | 0               | 0               | 0               | 0               | 0               | 15 (11) | 964   | 2           | 1              | 1      | 0            |
| 21                 | Nassim Chadli        | 22 (17) | 1486    | 3           | 2              | 4       | 0            | 1 (1)           | 90              | 1               | 0               | 0               | 0               | 23 (18) | 1576  | 4           | 2              | 4      | 0            |
| 22                 | Clément Rodrigues    | 22 (10) | 929     | 3           | 2              | 1       | 0            | 1 (0)           | 21              | 0               | 0               | 0               | 0               | 23 (10) | 950   | 3           | 2              | 1      | 0            |
| 24                 | Ambroise Gboho       | 12 (3)  | 394     | 0           | 0              | 0       | 0            | 1 (0)           | 21              | 0               | 0               | 0               | 0               | 13 (3)  | 415   | 0           | 0              | 0      | 0            |
| 27                 | Rémi Maugain         | 0 (0)   | 0       | 0           | 0              | 0       | 0            | 0 (0)           | 0               | 0               | 0               | 0               | 0               | 0 (0)   | 0     | 0           | 0              | 0      | 0            |

### Classement des buteurs
Voici la liste de l'ensemble des buteurs de l'US Concarneau en Ligue 2 et en Coupe de France.
Le classement est établi selon les critères suivants, plus grand nombre de buts inscrits, plus grand nombre de buts inscrits en championnat, plus petit nombre de matchs joués toutes compétitions confondues sinon les joueurs concernés sont placés à égalité dans le classement.
| Place | Nom                       | Matchs joués              | Ligue 2 | Coupe de France | TOTAL |
| 1     | Pape Ibnou Ba             | 31                        | 12      | -               | 12    |
| 2     | Baptiste Mouazan          | 37                        | 4       | 1               | 5     |
| 3     | Nassim Chadli             | 23                        | 3       | 1               | 4     |
| 4     | Yanis Merdji              | 16                        | 3       | -               | 3     |
| 5     | Clément Rodrigues         | 23                        | 3       | -               | 3     |
| 6     | Bevic Moussiti-Oko        | 5                         | 2       | -               | 2     |
| 7     | Kandet Diawara            | 15                        | 2       | -               | 2     |
| 8     | Noha Ndombasi             | 26                        | 2       | -               | 2     |
| 9     | Maxime Etuin              | 33                        | 2       | -               | 2     |
| 10    | Axel Urie                 | 36                        | 2       | -               | 2     |
| 11    | Tom Lebeau                | 9                         | 1       | -               | 1     |
| 12    | Thibault Sinquin          | 14                        | 1       | -               | 1     |
| 13    | Isaac Matondo             | 30                        | 1       | -               | 1     |
| 14    | Guillaume Jannez          | 34                        | -       | 1               | 1     |
| -     | (csc) But contre son camp | (csc) But contre son camp | 1       | -               | 1     |
| TOTAL | TOTAL                     | TOTAL                     | 39      | 3               | 42    |

### Bilan de la saison
- Premier but de la saison :  Yanis Merdji   66e face au FC Annecy (1 - 1) le 2 septembre 2023 (5e journée)
- Dernier but de la saison :  Bevic Moussiti-Oko   21e face à l'AJ Auxerre (4 - 1) le 17 mai 2024 (38e journée)
- Premier doublé :  Nassim Chadli   8e   78e face à l'USL Dunkerque le 7 octobre 2023 (10e journée)
- Premier carton jaune :  Nassim Chadli  34e face aux Girondins de Bordeaux le 14 août 2023 (2e journée)
- Premier carton rouge :  Alexandre Phliponeau    55e,  88e face au Pau FC le 28 novembre 2023 (13e journée)
- But le plus rapide d'une rencontre : 8 minutes
  -  Nassim Chadli   8e face à l'USL Dunkerque (4 - 3) le 7 octobre 2023 (10e journée)
- But le plus tardif d'une rencontre : 90+7 minutes
  -  Noha Ndombasi   90+7e face à l'USL Dunkerque (2 - 2) le 2 mars 2024 (27e journée)
- Nombre de  durant la saison : 52
- Nombre de  durant la saison : 2
- Plus grand nombre de buts dans une rencontre : 7 buts
  - 4 - 3 face à l'USL Dunkerque le 7 octobre 2023 (10e journée)
- Plus large victoire à domicile : 2 buts
  - 4 - 2 face aux Girondins de Bordeaux le 10 mai 2024 (37e journée)
- Plus large victoire à l'extérieur : 3 buts
  - 0 - 3 face au Stade lavallois le 11 novembre 2023 (14e journée)
  - 0 - 3 face au FC Annecy le 10 février 2024 (24e journée)
- Plus grand nombre de buts dans une mi-temps d'un match de l'USC : 
  - en 1re mi-temps : 3 buts
    - face à l'US Quevilly-Rouen (0 - 3, 2 - 0) le 16 septembre 2023 (6e journée)
    - face à l'USL Dunkerque (1 - 2, 3 - 1) le 7 octobre 2023 (10e journée)
    - face au Grenoble Foot 38 (2 - 1, 0 - 0) le 3 mai 2024 (36e journée)

  - en 2e mi-temps : 4 buts
    - face à l'USL Dunkerque (1 - 2, 3 - 1) le 7 octobre 2023 (10e journée)
    - face à l'EA Guingamp (0 - 1, 2 - 2) le 9 mars 2024 (28e journée)
    - face à Angers SCO (2 - 0, 0 - 4) le 30 mars 2024 (30e journée)
    - face aux Girondins de Bordeaux (1 - 1, 3 - 1) le 10 mai 2024 (37e journée)
- Plus grand nombre de buts de l'USC dans une mi-temps : 
  - en 1re mi-temps : 3 buts
    - face à l'US Quevilly-Rouen (0 - 3, 2 - 0) le 16 septembre 2023 (6e journée)

  - en 2e mi-temps : 3 buts
    - face à l'USL Dunkerque (1 - 2, 3 - 1) le 7 octobre 2023 (10e journée)
    - face au FC Annecy (0 - 0, 0 - 3) le 10 février 2024 (24e journée)
    - face aux Girondins de Bordeaux (1 - 1, 3 - 1) le 10 mai 2024 (37e journée)
- Plus grand nombre de buts de l'USC dans une rencontre : 4 buts
  - 4 - 3 face à l'USL Dunkerque le 7 octobre 2023 (10e journée)
  - 4 - 2 face aux Girondins de Bordeaux le 10 mai 2024 (37e journée)
- Doublé le plus rapide : 2 minutes
  -  Clément Rodrigues   86e   87e face au FC Annecy le 10 février 2024 (24e journée)
- Les doublés de la saison :
  -  Nassim Chadli   8e   78e face à l'USL Dunkerque le 7 octobre 2023 (10e journée)
  -  Pape Ibnou Ba   63e   90+4e face à l'USL Dunkerque le 7 octobre 2023 (10e journée)
  -  Pape Ibnou Ba   76e   84e face à l'AC Ajaccio le 28 octobre 2023 (12e journée)
  -  Clément Rodrigues   86e   87e face au FC Annecy le 10 février 2024 (24e journée)
  -  Pape Ibnou Ba   50e   71e face aux Girondins de Bordeaux le 10 mai 2024 (37e journée)

## Affluence et télévision

### Affluences match par match
Ce graphique représente le nombre de spectateurs lors de chaque rencontre à domicile de l'US Concarneau.
- Total de 36 208 spectateurs en 18 matchs à domicile soit une moyenne de 2 012 spectateurs par match.
  - Total de 16 004 spectateurs en 6 matchs à domicile au Stade du Moustoir de Lorient soit une moyenne de 2 667 spectateurs par match.
  - Total de 14 861 spectateurs en 8 matchs à domicile au Stade Francis-Le Blé de Brest soit une moyenne de 1 858 spectateurs par match.
  - Total de 3 487 spectateurs en 3 matchs à domicile au Stade de Roudourou de Guingamp soit une moyenne de 1 162 spectateurs par match.
  - Total de 1 856 spectateurs en 1 match à domicile au Roazhon Park de Rennes soit une moyenne de 1 856 spectateurs par match.

### Plus grosses affluences
| Rang | Match                                 | Journée               | Date       | Stade                | Affluence |
| 1    | US Concarneau - AS Saint-Étienne      | Ligue 2 - 7e journée  | 24/09/2023 | Stade du Moustoir    | 6 010     |
| 2    | US Concarneau - EA Guingamp           | Ligue 2 - 28e journée | 09/03/2024 | Stade Francis-Le Blé | 3 860     |
| 3    | US Concarneau - SM Caen               | Ligue 2 - 3e journée  | 19/08/2023 | Stade Francis-Le Blé | 3 001     |
| 4    | US Concarneau - Girondins de Bordeaux | Ligue 2 - 37e journée | 10/05/2024 | Stade du Moustoir    | 2 334     |
| 5    | US Concarneau - Grenoble Foot 38      | Ligue 2 - 19e journée | 19/12/2023 | Stade du Moustoir    | 2 013     |

### Plus faibles affluences
| Rang | Match                     | Journée               | Date       | Stade                 | Affluence |
| 1    | US Concarneau - Paris FC  | Ligue 2 - 25e journée | 17/02/2024 | Stade Michel-d'Ornano | huis clos |
| 2    | US Concarneau - Pau FC    | Ligue 2 - 13e journée | 28/11/2023 | Stade de Roudourou    | 690       |
| 3    | US Concarneau - FC Annecy | Ligue 2 - 5e journée  | 02/09/2023 | Stade de Roudourou    | 922       |

### Retransmission télévisée
Tableau récapitulatif des chaînes de télévision ayant retransmis les matchs de Ligue 2 et de Coupe de France durant toute la saison :
| Diffuseur                                      | Compétitions | Rencontres |
| ---------------------------------------------- | ------------ | ---------- |
| Prime Video                                    | Ligue 2      | 34         |
| Co-diffusion Prime Video et La chaîne L'Équipe | Ligue 2      | 2          |
| beIN Sports 1                                  | Ligue 2      | 1          |
| beIN Sports 2                                  | Ligue 2      | 1          |
| Total                                          | Total        | 38         |

## Équipementier et sponsoring
L'équipementier du club reste l'entreprise danoise Hummel, équipementier depuis la saison 2022-2023, en remplacement de Uhlsport.
Les principaux sponsors restent identiques à ceux de la saison précédente, à savoir Guyot Environnement, SAEN Peinture, Tanguy Matériaux, Maisons Pierre et Piriou,. Les maillots extérieur et troisième sont sponsorisés par Ar Collection Hotels, nouveau partenaire de l'USC depuis cette saison.

## Budget
Pour sa première saison en Ligue 2, le club dispose d'un budget de 6,5 millions d'euros, un budget multiplié par 3 à la suite de la montée du club en Ligue 2. Il s'agit du plus petit budget du championnat derrière Rodez, Annecy, Pau et Quevilly, ayant un budget de 8 millions d'euros.
En avril 2024, le capital SAS US Concarnoise est multiplié par 7, passant de 361 000 € à 2 500 000 €. La SAS Piriou Sport Développement, créée en mars 2024 et dirigé par Jacques Piriou, devient actionnaire majoritaire de la SAS US Concarnoise, détenant 85 % des parts de cette société.

## Réserve et équipes de jeunes

### U19
Après avoir remporté la Régional 1 U18 Bretagne, les U19 des Thoniers retrouvent le Championnat de France des U19, une saison après l'avoir quitté.
En Coupe Gambardella, ils feront leur entrée lors du 1er tour fédéral tout comme les autres équipes du Championnat de France des U19.

#### Coupe Gambardella
| Date       | N o              | Adversaire        | Lieu | Résultat          | Buteurs pour Concarneau | Références | Suite |
| ---------- | ---------------- | ----------------- | ---- | ----------------- | ----------------------- | ---------- | ----- |
| 10/12/2023 | 1er tour fédéral | US Granville      | Ext. | 1 - 1 (4 - 5 tab) | Andriamiranto 77e       | Rapport    |       |
| 13/01/2024 | 32e de finale    | Stade brestois 29 | Dom. | 0 - 2             | -                       | Rapport    |       |